# Tianjin
Tianjin, nach Post und nach Stange Tientsin (chinesisch 天津市, Pinyin Tiānjīn shì, W.-G. T’ien-chin – „wörtlich Himmelsfurt-Stadt“), ist eine Hafenstadt in der Volksrepublik China. Das Verwaltungsgebiet der Stadt hat eine Fläche von 11.943 Quadratkilometern. Tianjin ist eine der vier regierungsunmittelbaren Städte in China, das heißt direkt der Zentralregierung in Peking unterstellt, und hat damit denselben Status wie eine Provinz.
Das Verwaltungsgebiet Tianjins hat 12,94 Millionen Einwohner (Stand: Zensus 2010). Davon sind 9,5 Millionen registrierte Bewohner mit ständigem Wohnsitz (户口,  hùkǒu) und 1,0 Millionen temporäre Einwohner (流动人口,  liúdòng rénkǒu) mit befristeter Aufenthaltsgenehmigung (暂住证,  zànzhùzhèng). Wenn man die Kernstadt mit deren hoher Bebauungsdichte und geschlossener Ortsform als Grundlage nimmt, leben in Tianjin 3,8 Millionen Menschen mit Hauptwohnsitz. Der Ballungsraum hat 6,4 Millionen Einwohner, einschließlich Vororte. (Stand: 2007)
Die Stadt ist Industriezentrum, Verkehrsknoten und kultureller Mittelpunkt der Region mit Universitäten, Hochschulen, Museen und Baudenkmälern. Das Verwaltungsgebiet Tianjins stellt kein zusammenhängendes Stadtgebiet dar, sondern ist – mit seiner dominierenden ländlichen Siedlungsstruktur – eher mit einer kleinen Provinz vergleichbar. Historisch war Tianjin die Hauptstadt der ehemaligen Provinz Zhili.

## Geographie

### Geographische Lage

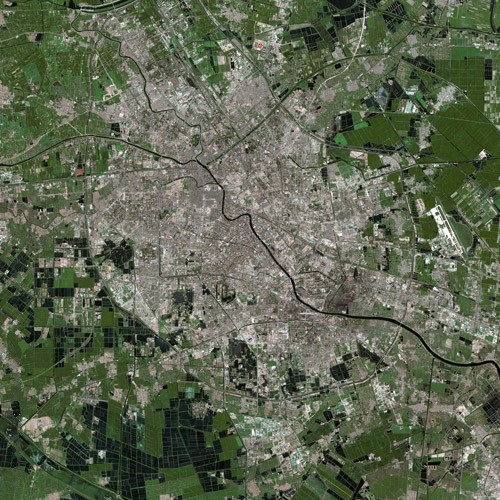
Satellitenaufnahme von Tianjin, 2002

Die Stadt liegt im Norden des Landes südöstlich von Peking fünf Meter über dem Meeresspiegel, am Zusammenfluss des Hai He mit dem Kaiserkanal. Sie grenzt an die Regierungsunmittelbare Stadt Peking und die Provinz Hebei.
Das administrative Stadtgebiet hat eine Fläche von 11.943 Quadratkilometer. Das entspricht ungefähr der Bodenfläche von Oberösterreich und ist etwas kleiner als Schleswig-Holstein. Davon gehören 167,8 km² (1,4 %) zur Kernstadt (hohe Bebauungsdichte und geschlossene Ortsform) und 11.775,2 km² (98,6 %) zu Vorstädten und Gebieten mit ländlicher Siedlungsstruktur.
Vom Stadtzentrum Tianjins bis Peking sind es 120 Kilometer. Die Bohai-Bucht befindet sich 50 Kilometer östlich von Tianjin. Durch die Stadt fließt der Hai He-Fluss zur Bohai-Bucht.
Das gesamte Verwaltungsgebiet der regierungsunmittelbaren Stadt Tianjin hat eine Nord-Süd-Ausdehnung von 186 Kilometer und eine Ost-West-Ausdehnung von 101 Kilometer. Die größten Städte sind: Tianjin 3.755.249 Einwohner, Tanggu 564.498 Einwohner, Hangu 227.358 Einwohner, Gangdong 141.741 Einwohner, Yangliuqing 77.768 Einwohner, Xianshuigu 75.366 Einwohner und Yangcun 64.908 Einwohner.(Stand: 1. Januar 2007)

### Geologie
Die nordchinesische Ebene (Große Ebene), in der Tianjin liegt, ist geologisch ein Einbruchsfeld, das später von den Deltabildungen der nordchinesischen Ströme ausgefüllt wurde. Sie besteht aus Schwemmlöß und Sanden, die von den Flüssen aus den westlichen Gebirgsländern herangeführt worden sind. Die Ebene ist also eine Fortsetzung des Lößlandes.
Auch klimatisch – heißfeuchte Sommer und trockenkalte Winter mit Staubstürmen – und pflanzengeographisch – Parklandschaft mit steppenhaften Zügen – ähnelt sie den benachbarten Lößbergländern. Die Nordchinesische Ebene stellt einen riesigen Schwemmkegel dar, den der Huang He, der schlammreichste Fluss der Erde, im Laufe vieler Jahrtausende aufgeschüttet hat und dessen Ausläufer nördlich und südlich der Halbinsel Shandong das Gelbe Meer erreichen. Das Gebiet ist starken tektonischen Spannungen ausgesetzt, die immer wieder zu Erdbeben führen. Ursache ist die langsame Verschiebung der indischen Kontinentalplatte nach Norden in die eurasische Kontinentalplatte. Die Geschwindigkeit der Plattentektonik beträgt im Mittel etwa vier Zentimeter pro Jahr.
Am 28. Juli 1976 ereignete sich in Tangshan, 120 Kilometer östlich von Tianjin, das schwerste Erdbeben des 20. Jahrhunderts (siehe Beben von Tangshan 1976). Es hatte eine Stärke von 8,2 auf der Richterskala. Die offizielle Angabe der Regierung der Volksrepublik China über die Zahl der Toten beträgt 242.419, doch manche Schätzungen geben eine Zahl bis zu 800.000 Toten an, davon 25.000 in Tianjin, auch die Stärke wird offiziell nur mit 7,8 angegeben. Das Beben führte in Tianjin und anderen Städten der Region zu schweren Schäden.

### Stadtgliederung
Das Verwaltungsgebiet der Stadt gliedert sich in 15 Stadtbezirke und einen „neuen“ Stadtbezirk.
Die Kernstadt teilt sich in sechs Stadtbezirke (Stand: Zensus 2020):
- Heping (和平区,  Hépíng Qū), 10 km², 355.000 Einwohner;
- Hexi (河西区 Héxī Qū), 39 km², 822.174 Einwohner;
- Hebei (河北区,  Héběi Qū), 30 km², 647.702 Einwohner;
- Nankai (南开区,  Nánkāi Qū), 41 km², 890.422 Einwohner;
- Hedong (河东区,  Hédōng Qū), 42 km², 858.787 Einwohner;
- Hongqiao (红桥区,  Hóngqiáo Qū), 23 km², 483.130 Einwohner.

Vier weitere Stadtbezirke befinden sich in der nahen Umgebung der Kernstadt (Stand: Zensus 2020):
- Jinnan (津南区,  Jīnnán Qū), 386 km², 928.066 Einwohner;
- Dongli (东丽区,  Dōnglì Qū), 469 km², 857.027 Einwohner;
- Xiqing (西青区,  Xīqīng Qū), 563 km², 1.195.124 Einwohner;
- Beichen (北辰区,  Běichén Qū), 474 km², 909.643 Einwohner.

Fünf Stadtbezirke und der neue Stadtbezirk Binhai liegen in den ländlichen Gebieten außerhalb der Kernstadt (Stand: Zensus 2020):
- Binhai (滨海新区,  Bīnhaǐ Xīnqū), 2.610 km², 2.067.318 Einwohner;
- Baodi (宝坻区,  Bǎodǐ Qū), 1.510 km², 722.367 Einwohner – Kreis bis 2001
- Wuqing (武清区,  Wǔqīng Qū), 1.574 km², 1.151.313 Einwohner – Kreis bis 2000
- Jizhou (蓟州区,  Jìzhōu Qū), 1.590 km², 795.516 Einwohner – Kreis Ji bis 2016
- Jinghai (静海区,  Jìnghǎi Qū), 1.441 km², 787.106 Einwohner – Kreis bis 2015
- Ninghe (宁河区,  Nínghé Qū), 1.154 km², 395.314 Einwohner – Kreis bis 2015

Siehe auch Liste der Stadtbezirke von Tianjin

### Klima
Obwohl Tianjin nur etwa 50 Kilometer von der Küste entfernt liegt, hat es aufgrund der Lage im Westwindgürtel ein gemäßigtes kontinentales Klima, also warme feuchte Sommer und kalte trockene Winter. Die jährliche Niederschlagsmenge liegt bei 560,2 Millimeter im Durchschnitt, davon fallen etwa 61 Prozent in den Monaten Juli und August.
Die Jahresdurchschnittstemperatur liegt bei 13,0 °C. Wärmster Monat ist der Juli mit 30,7 °C mittlerer Tageshöchst- und 22,7 °C mittlerer nächtlicher Tiefsttemperatur. Der kälteste Monat ist in der Gegend um Tianjin der Januar mit 1,6 °C mittlerer Tageshöchst- und −7,7 °C mittlerer nächtlicher Tiefsttemperatur.
|                       | Jan  | Feb  | Mär  | Apr  | Mai  | Jun  | Jul  | Aug  | Sep  | Okt  | Nov  | Dez  |   |      |
| Mittl. Tagesmax. (°C) | 1,6  | 4,0  | 11,3 | 19,8 | 26,3 | 30,0 | 30,7 | 30,0 | 26,0 | 19,6 | 10,6 | 3,5  | ⌀ | 17,8 |
| Mittl. Tagesmin. (°C) | −7,7 | −5,5 | 1,0  | 8,5  | 14,8 | 19,6 | 22,7 | 22,1 | 16,6 | 9,6  | 1,5  | −5,1 | ⌀ | 8,2  |
|                       |      |      |      |      |      |      |      |      |      |      |      |      |   |      |
| Niederschlag (mm)     | 3    | 6    | 9    | 24   | 34   | 68   | 185  | 155  | 42   | 21   | 10   | 4    | Σ | 561  |
|                       |      |      |      |      |      |      |      |      |      |      |      |      |   |      |
| Regentage (d)         | 2    | 3    | 3    | 5    | 6    | 8    | 13   | 11   | 6    | 5    | 4    | 2    | Σ | 68   |

| −7,7 |

| −5,5 |

| 1,0 |

| 8,5 |

| 14,8 |

| 19,6 |

| 22,7 |

| 22,1 |

| 16,6 |

| 9,6 |

| 1,5 |

| −5,1 |

| −7,7 |

| −5,5 |

| 1,0 |

| 8,5 |

| 14,8 |

| 19,6 |

| 22,7 |

| 22,1 |

| 16,6 |

| 9,6 |

| 1,5 |

| −5,1 |

Im Winter herrschen Temperaturen bis zu −20 Grad Celsius und ein eisiger, aus den Ebenen der Inneren Mongolei wehender Wind. Der Sommer (Juni bis August) ist schwül und heiß mit Temperaturen bis zu 35 Grad Celsius, der kurze Frühling (April und Mai) trocken, aber windig. Im Herbst (September und Oktober) herrscht trockenes und mildes Wetter.
Wenn der Wind aus dem Norden kommt, kann es im Winter sehr kalt werden, und im Frühjahr gibt es häufig Sandstürme. Die höchste jemals registrierte Temperatur wurde offiziell am 4. Juli 1972 mit 39,7 °C gemessen, die tiefste am 22. Februar 1966 mit −22,9 °C.

## Geschichte

### Ursprung und weitere Entwicklung

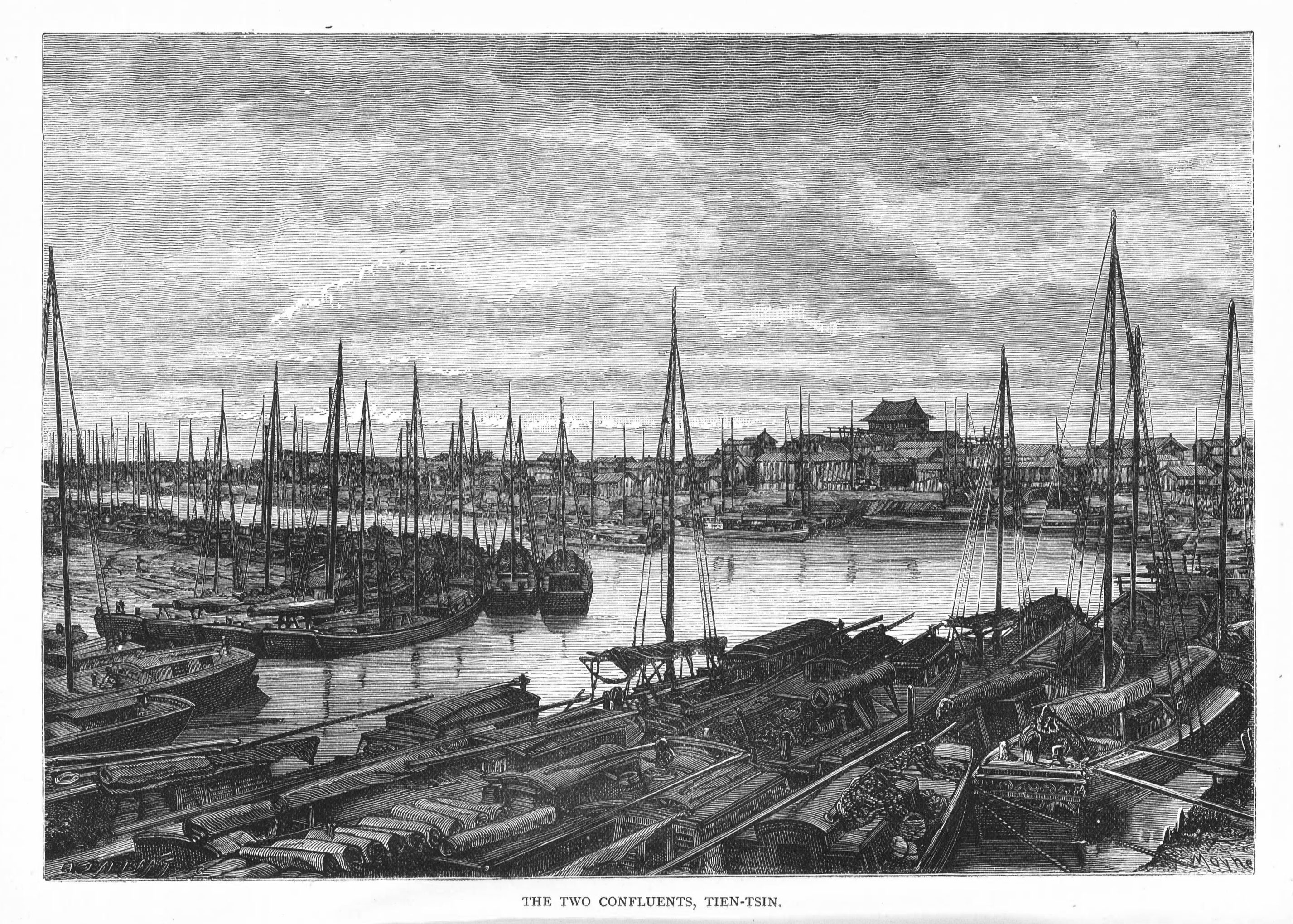
Historischer Hafen von Tianjin, 1887

Die Geschichte des Ortes vom Fischerdorf zur modernen Handelsmetropole reicht viele Jahrhunderte zurück und ist stark mit der Geschichte Pekings verknüpft. Vom 11. bis 14. Jahrhundert war Tianjin ein kleiner Seehafen, der für den kaiserlichen Hof als Getreidelager hohe Bedeutung hatte. Später, als ursprünglich unabhängige Reiche im Süden Chinas unterworfen wurden, war die Stadt Durchgangshafen für die Tribute und Lieferungen aus jenen Reichen an die Hauptstadt. Während der Yuan-Dynastie wurde im 13. Jahrhundert schließlich der durch Tianjin führende Kaiserkanal fertiggestellt bzw. bis in Dadu (Peking) verlängert.
Den Namen Tianjin erhielt die Stadt vom Kaiser Zhudi während der frühen Jahre der Ming-Dynastie (1368–1644). Zu dieser Zeit erhielt es seine Vorrangstellung als Hafen für Peking und stark befestigte Garnisonsstadt. Später, unter der Qing-Dynastie (1644–1911), wurde es ein florierendes Handelszentrum (vor allem für Meersalz).

### Ausländische Konzessionen

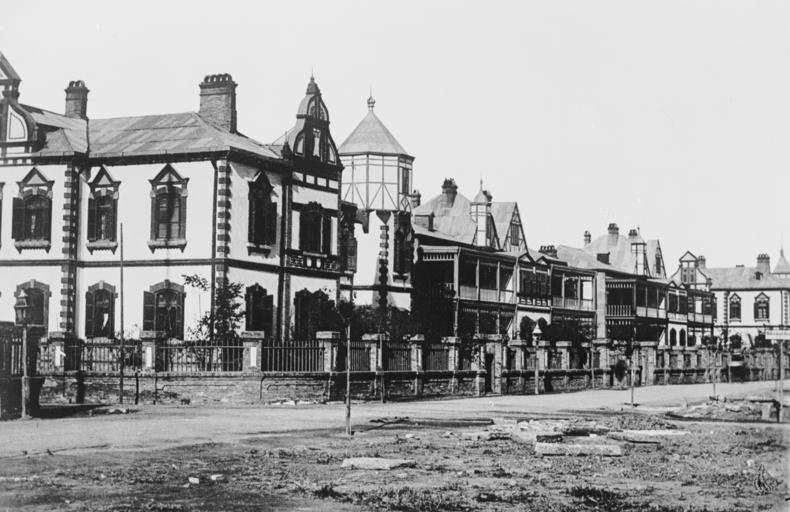
Wilhelmstraße in Tianjin, 1898

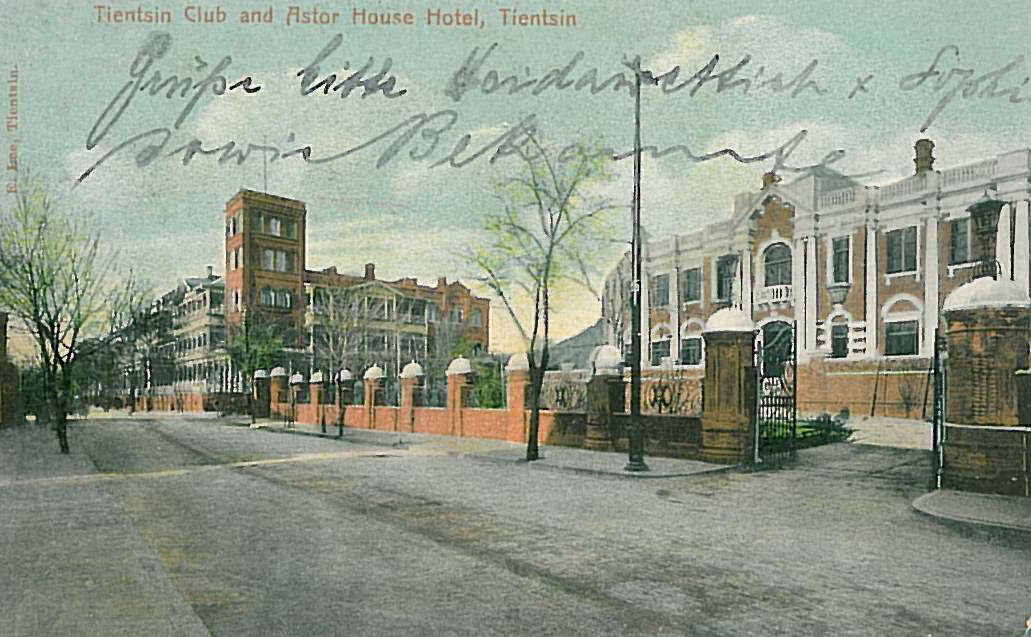
Tientsin Club und Astor House Hotel, 1902

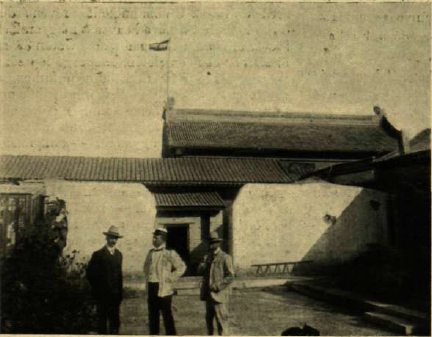
Die Österreich-Ungarn-Flagge auf dem Dach der österreichischen Marinekommandantur, Konzessionsgebiet 1903

Im 19. Jahrhundert wurden die seefahrenden Mächte aus dem Westen auf die Stadt aufmerksam. Infolge der Niederlage Chinas im Ersten Opiumkrieg erzwang Großbritannien durch den Vertrag von Nanking 1842 die Öffnung fünf südchinesischer Hafenstädte für seinen Handel (siehe Ungleiche Verträge). Unter dem Vorwand – chinesische Beamte hatten am 8. Oktober 1856 die unter britischer Flagge fahrende Lorcha Arrow festgesetzt – erklärte das Vereinigte Königreich China erneut den Krieg. Auch in diesem sogenannten Zweiten Opiumkrieg, auch „Arrow-Krieg“ genannt, dem sich Frankreich aus vergleichbaren, handelspolitischen Motiven auf britischer Seite anschloss, erwiesen sich die europäischen Kanonenboote und Kriegsführung als überlegen (siehe Kanonenbootpolitik). Mit dem am 27. Juni 1858 unterzeichneten Vertrag von Tianjin erhielten die siegreichen Europäer das Recht, auf dem chinesischen Festland weitere Konzessionen zu errichten. Als Gegenleistung war der Rückzug der Engländer aus Tianjin (historische Umschrift Tientsin) und die Räumung der Festung Dagu, 60 Kilometer südöstlich der Stadt, vorgesehen. China weigerte sich im Anschluss, den Vertrag umzusetzen. Daraufhin eröffneten die Briten im Juni 1859 mit einem erneuten Angriff auf Dagukou die zweite Phase des Zweiten Opiumkriegs. Erst nach dem Feldzug im Jahr 1860, im Rahmen dessen ein Invasionsheer unter Führung Lord Elgins unter anderem den Alten Sommerpalast in Peking in Schutt und Asche legte, bestätigte Prinz Gong in Vertretung des in die Mandschurei geflohenen Kaisers Xianfeng die Vertragsbedingungen. In der sogenannten Pekinger Konvention vom 18. Oktober 1860 wurden sie um weitere Punkte ergänzt, insbesondere die Öffnung des Hafens von Tianjin selbst, weitere Reparationsleistungen sowie Gebietsabtretungen an Großbritannien und Russland.
Auf dieser Grundlage errichteten zunächst Großbritannien und Frankreich (wie bereits in den 1840ern in Shanghai) in Tianjin südöstlich der ummauerten Stadt zwei Konzessionsgebiete, von denen aus Nordchina für den internationalen Handel erschlossen werden konnte. Aufgrund der wachsenden Bedeutung der Stadt als wichtiges Handels- und Kommunikationszentrum (als „Shanghai des Nordens“) unweit Pekings folgten bis 1895/1900 weitere Kolonialmächte (Russland, Japan, Deutsches Reich, Österreich-Ungarn, Belgien und Italien) die ihrerseits mittels diplomatischen, aber auch militärischen Drucks Folgeverträge (siehe Ungleiche Verträge) aushandelten und separate Konzessionen entlang des Hai He anlegten. Diese – in dem jeweiligen nationalen Architekturstil bebauten – ausländischen Enklaven verfügten über ihre eigene Infrastruktur und Verwaltung. Der Erste Weltkrieg gab der jungen Republik China die Gelegenheit, 1917 zumindest die österreichisch-ungarische und die deutsche Konzessionszone zu besetzen und zurückzugewinnen – ebenso wie der Russische Bürgerkrieg die Rückgewinnung der russischen Konzession ermöglichte (1924 auch von der Sowjetunion anerkannt). Während der Weltwirtschaftskrise gab Belgien seine Konzession 1931 aus Kostengründen freiwillig zurück. Die übrigen Konzessionen existierten de jure bis 1943 fort, waren jedoch seit 1937 de facto von Japan besetzt.
Die Konzessionen prägten die Entwicklung Tianjins zu einer modernen Stadt, aber symbolisierten gleichermaßen die quasi-koloniale Durchdringung Chinas. Eine der Hauptstraßen, die durch diese europäischen Stadtviertel verlief (die heutige „Jiefang Beilu“, 解放北路 – „wörtlich Befreiungsweg Nord“), führte abschnittsweise Namen, die die jeweilige Herrschaft repräsentierten: „Rue de la France“, „Victoria Road“ und „Wilhelmstraße“ (bzw. nach 1919 „Woodrow Wilson Road“). 1900 war Tianjin Schauplatz erbitterter Kämpfe im Rahmen des Boxeraufstandes, infolgedessen auch die geopolitische Bedeutung der Stadt mit verstärkten ausländischen Garnisonen wuchs.
Im Rahmen der olympischen Spiele 2008 in Peking wurden Teile der ehemals italienischen Konzessionsgebiete als Touristenattraktion revitalisiert. Ein ähnliches Projekt zum österreichischen Konzessionsgebiet befindet sich in Vorbereitung.

### Aufstände und Japanische Besetzung

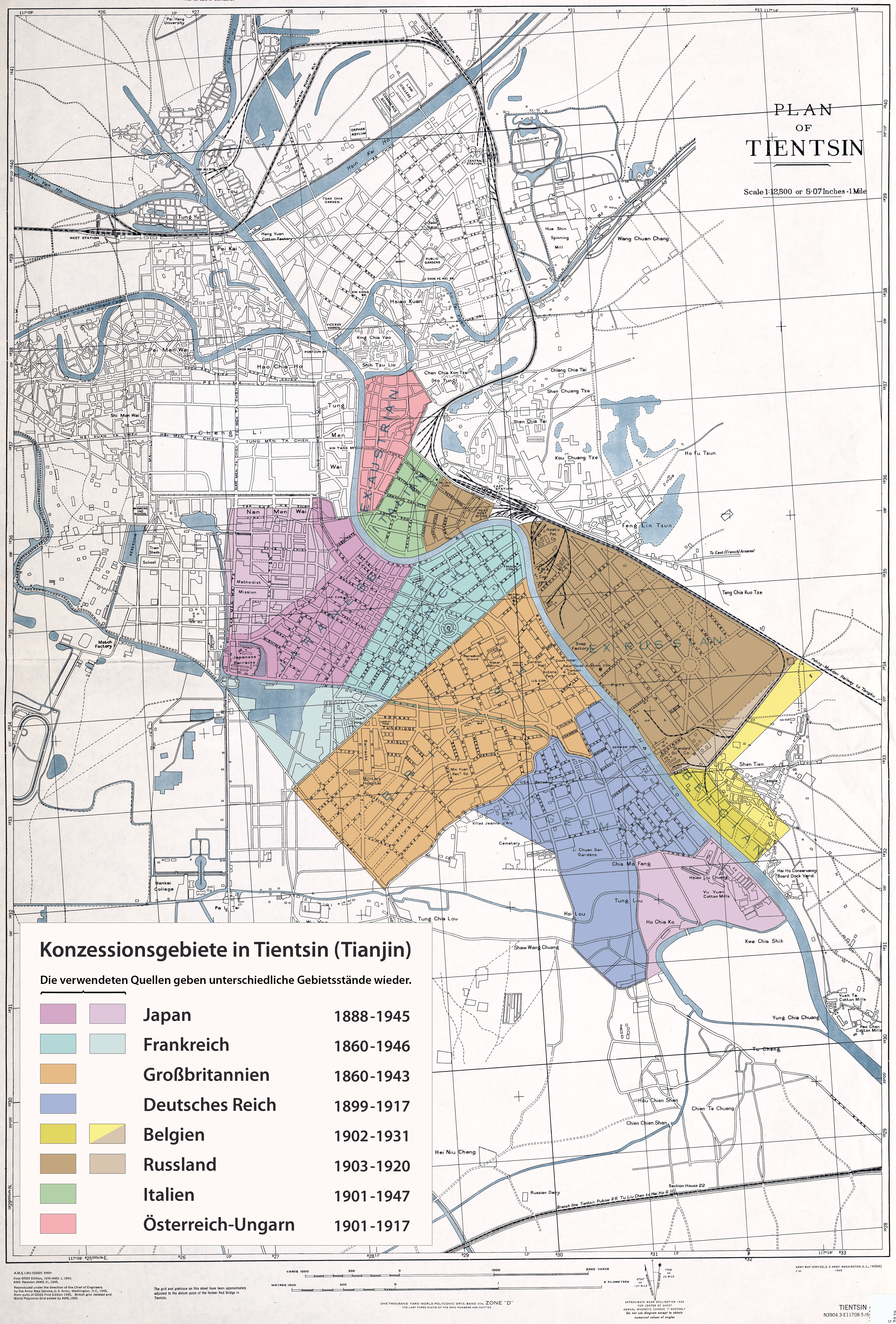
Die Konzessionsgebiete in Tianjin, Karte 1942

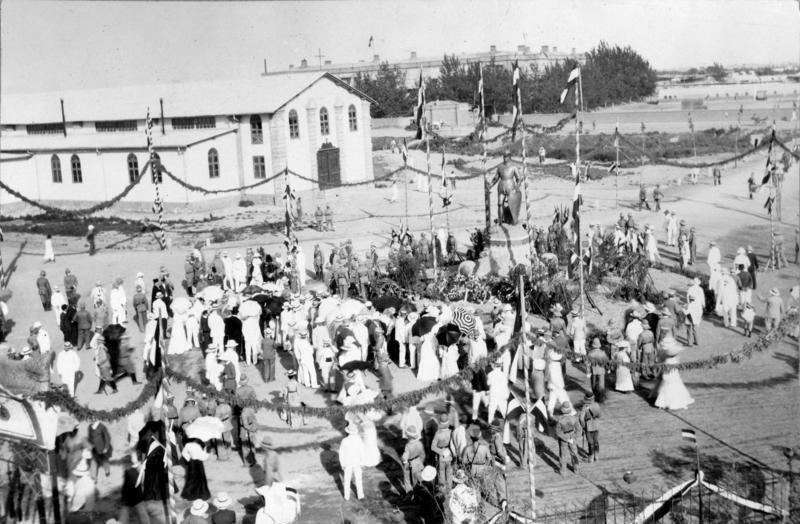
Einweihung des deutschen Kriegerdenkmals in Tianjin, 1905

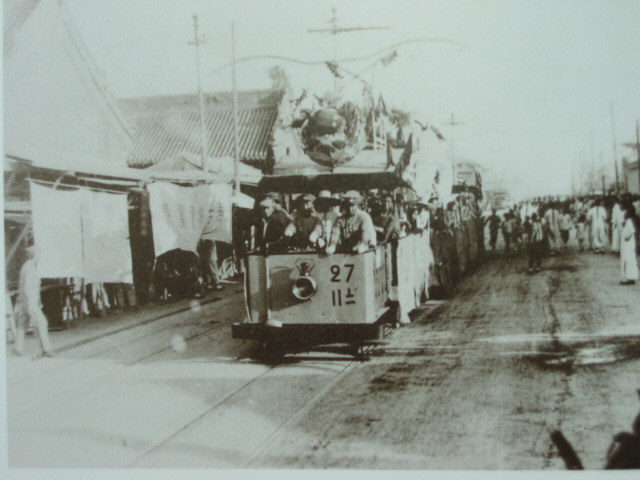
Tianjins erste Straßenbahn, 1906

Spannungen zwischen der einheimischen Bevölkerung und den privilegierten Ausländern entluden sich u. a. in den Ereignissen von Tianjin am 21. Juni 1870, dem sogenannten Tianjin-Massaker (天津教案,  Tiānjīn jiào'àn, historische Schreibweise Tientsin-Massaker), als eine aufgebrachte chinesische Menge das französische Waisenhaus der Notre-Dame-des-Victoires (望海楼教堂 – „Wanghailou-Kirche“) angriff. Anlass waren Gerüchte über gekaufte oder dorthin verschleppte chinesische Waisenkinder und sogar über Fälle von Kannibalismus seitens der europäischen Nonnen. Trotz Bemühungen chinesischer Beamter das Volk zu beruhigen, eskalierte die Situation, infolge derer der französische Konsul, Nonnen, Priester, weitere Ausländer und chinesische Christen getötet wurden. Man geht insgesamt von ca. 60 Opfern aus. Zwanzig Chinesen wurden daraufhin enthauptet und der Präfekt aus der Stadt verbannt.
Obwohl oder eher gerade weil Tianjin (historisch Tientsin) faktisch ein Protektorat der europäischen Fremdmächte war, stieg die Stadt nach Shanghai zum zweitgrößten Handels- und Kommunikationszentrum in China auf.
Als Zentrum des geheimen Widerstands gegen die Europäer war die Stadt im Sommer 1900 Schauplatz erbitterter Kämpfe im Rahmen des Boxeraufstandes. Von hier aus brach das von Soldaten aus acht Nationen gebildete Expeditionskorps (insgesamt 2066 Soldaten) zum Entsatz des von Aufständischen und regulären kaiserlich-chinesischen Truppen belagerten Legationsviertels in Peking am 10. Juni 1900 auf, kam aber nicht durch und geriet selbst in Tianjin zwischenzeitlich in die Defensive. Mit der Anlandung größerer ausländischer Truppenkontingente (vor allem britisch-indischer, russischer, japanischer und US-amerikanischer Einheiten) und deren Ankunft in Tianjin am 14. Juli 1900 war die Verbindung zur Küste wiederhergestellt. In den Konzessionen erfolgte der Aufmarsch der nunmehr deutlich verstärkten multinationalen Armee (ca. 20.000 Soldaten), die am 13. August 1900 Peking erreichte und die eingeschlossenen Ausländer befreien konnte.
Größere Teile der Altstadt einschließlich der Stadtmauer Tianjins wurden während der Gefechte zerstört, aber bald im europäischen Stil wieder aufgebaut. Schließlich erwirkten die Ausländer die Abtragung der Mauern und des alten Chinesenviertels, um die Bewohner besser im Blick zu haben.
Ein prominenter Resident in Tianjin zur Zeit des Boxerkrieges war Herbert Hoover, der spätere (31.) Präsident der USA, der damals als Bergbauingenieur in China tätig war. Nachdem er den wochenlangen Beschuss der ausländischen Konzessionen durch die „Boxer“ mit seiner Familie überstanden hatte, konnte er als Ortskundiger den nachgerückten US-Marines nützlich sein.
Für Hoover war Tianjin eine „universal city – wie eine Welt in Kleinformat mit all ihren Nationalitäten, ihren Baustilen und ihren Küchen“.
Infolge des Boxeraufstandes und dessen Niederschlagung wuchs die geopolitische Bedeutung der Stadt aufgrund der verstärkten ausländischen Garnisonen.
Von 1900 bis 1909 wurde die Stadt von einer internationalen Kommission verwaltet, in der jene Mächte vertreten waren, die Niederlassungen in Tianjin besaßen: Russland, Großbritannien, Frankreich, Belgien, Japan, Italien, Österreich-Ungarn und das Deutsche Reich.
1906 wurde in Tianjin die erste Straßenbahn in Betrieb genommen.
Nachdem er aus der Verbotenen Stadt vertrieben worden war und sich in die Obhut der japanischen Gesandtschaft begeben hatte, übersiedelte Aisin Gioro Pu Yi, der letzte Kaiser der Qing-Dynastie, am 23. Februar 1925 nach Tianjin. Hier residierte er bis 1932 in einer herrschaftlichen Villa in der japanischen Konzession und nahm rege am gesellschaftlichen Leben der kosmopolitischen Hafenstadt teil.
1927 erhielt Tianjin den Status einer selbstständigen Stadt auf Provinzebene (直辖市 – „Regierungsunmittelbare Stadt“).
Mit Beginn des Zweiten Japanisch-Chinesischen Krieges infolge des sog. Zwischenfalls an der Marco-Polo-Brücke (Lugouqiao) am 7. Juli 1937 bei Peking (damals Peiping) rückten japanische Truppen, die schon 1931 die Mandschurei besetzt hatten und weite Teile Nordchinas bereits kontrollierten (siehe Mandschurei-Krise), über die Große Mauer bei Shanhaiguan nach Süden vor. Am 29. Juli 1937 wurde Tianjin – insbesondere die der japanischen Konzession benachbarte Nankai-Universität als aktives Zentrum „anti-japanischer Agitation“ der nationalbewussten chinesischen Studentenschaft – von japanischen Flugzeugen bombardiert. Die wenigen, schlecht geführten chinesischen Einheiten konnten kaum Widerstand gegen die Übermacht der japanischen Armee leisten, so dass die Stadt tags darauf fast kampflos eingenommen wurde und bis zum Ende des Krieges unter japanischer Besatzung stand. Die Hoheitsrechte der übrigen Kolonialmächte, mit denen Japan (noch) nicht im Krieg lag, wurden dabei zunächst respektiert, so dass die ausländischen Konzessionen fortbestanden. Es offenbarte sich mit der japanischen Blockade der britischen Konzession im Sommer 1939 aber schon bald, dass diese militärisch nicht zu halten waren. Noch vor Kriegseintritt Japans gegen die USA und Großbritannien zogen deren Garnisonen 1940 aus Tianjin ab.
In diese Zeit fällt der Ausbau des Seehafens Tianjin-Xingang.
Die Japanische Besetzung dauerte bis zum 15. August 1945, als US-amerikanische Streitkräfte nach Kapitulation Japans und damit Beendigung des Zweiten Weltkrieges in die Stadt einmarschierten. Im Dezember 1946 löste die Vergewaltigung chinesischer Frauen in Tianjin durch amerikanische Soldaten Proteste in der Stadt aus, die in einer großen Demonstration am 1. Januar 1947 kulminierten. Die US-amerikanischen Truppen zogen daraufhin im Juni 1947 aus Tianjin ab.

### Kommunistische Regierungszeit

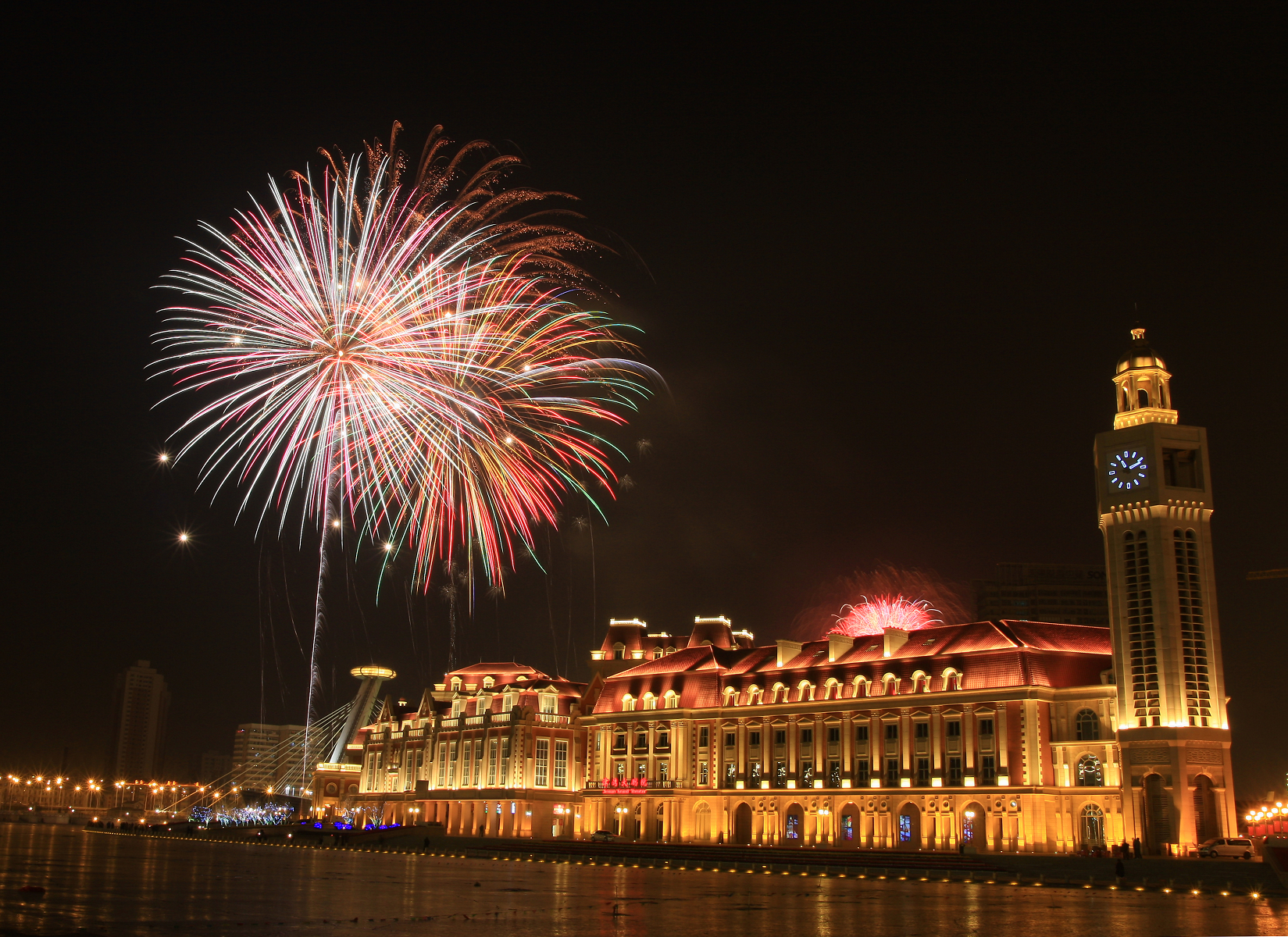
Tianjin Jinwan Plaza zum chinesischen Silvester, Heping 2011

Kommunistische Truppen nahmen Tianjin am 15. Januar 1949 nach einer 29 Stunden dauernden Schlacht während des Bürgerkriegs mit den Kuomintang-Truppen ein. Nach der kommunistischen Übernahme blieb Tianjin zunächst ein selbständiger Stadtbezirk auf Provinzebene in China. 1958 wurde Tianjin Hauptstadt der Provinz Hebei und erhielt 1967 den Status einer Regierungsunmittelbaren Stadt.
Durch das Erdbeben von Tangshan im Jahre 1976 starben nach offiziellen Angaben in Tianjin 23.938 Menschen, die Stadt erlitt schwere Zerstörungen. Die Wirtschaft Tianjins weist seit Umsetzung der 1978 von der chinesischen Regierung beschlossenen Wirtschaftsreformen bis heute ein hohes stabiles Wachstum auf, was zu einem schnell wachsenden Wohlstand großer Teile der Bevölkerung führte.
Die größten Probleme, denen sich die Stadt wegen der verfehlten modernen Stadtplanungspolitik heute gegenübersieht, sind die wachsende Zuwanderung, die Luftverschmutzung, verursacht durch unmoderne Fabrikanlagen und der ausufernde Verkehr, der seinen Teil zur schlechten Luftqualität beiträgt und die Stadt an den Rand eines Verkehrskollapses bringt. Eine Renaissance erleben aber auch viele soziale Probleme, von denen gedacht wurde, die Kommunisten hätten sie nach 1949 für immer beseitigt. Arbeitslosigkeit, Drogenmissbrauch und Prostitution weisen ein starkes Wachstum auf.
Am 12. August 2015 ereigneten sich am Hafen in Tianjin (in Binhai) schwere Explosionen in einem Lagerhaus für Gefahrstoffgüter. Es starben 173 Personen und es wurden 797 verletzt.

### Einwohnerentwicklung

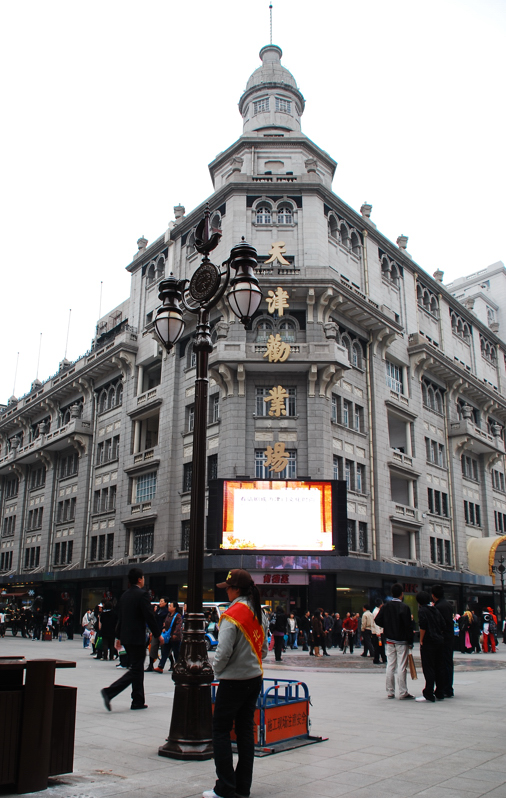
Traditionsreiches Kaufhaus Tianjiner Quànyè Chǎng, Heping 2010

Während sich die Einwohnerzahl Tianjins seit den 1950er Jahren verdoppelt hat, blieb sie seit Anfang der 1990er Jahre – auch auf Grund der Einführung der Ein-Kind-Politik – relativ konstant. In der Kernstadt (hohe Bebauungsdichte und geschlossene Ortsform) leben 3,8 Millionen Menschen mit Hauptwohnsitz (2007). Die Bevölkerungsdichte beträgt 22.379 Einwohner pro Quadratkilometer.
Das gesamte Verwaltungsgebiet der Regierungsunmittelbaren Stadt hat 10,5 Millionen Einwohner (2007). Davon sind 9,5 Millionen registrierte Bewohner mit ständigem Wohnsitz (户口,  hùkǒu) und 1,0 Millionen temporäre Einwohner (流动人口,  liúdòng rénkǒu) mit befristeter Aufenthaltsgenehmigung (暂住证,  zànzhùzhèng). Die Bevölkerungsdichte beträgt 879 Einwohner pro Quadratkilometer. Die Urbanisierungsrate für das gesamte Verwaltungsgebiet Tianjins wird mit 72 Prozent angegeben.
Wer sich länger als drei Tage in der Stadt aufhalten möchte, muss sich beim Amt für öffentliche Sicherheit melden und wird dort registriert. Der Antragsteller erhält dann eine zeitweilige Aufenthaltsgenehmigung für drei Monate, die nach Ablauf der Frist verlängert werden muss. Beim Amt muss eine Bescheinigung vom Heimatort vorgelegt werden, die bestätigt, das die Person dort gemeldet ist.
Von den 9.848.731 Einwohnern Tianjins, die bei der Volkszählung im Jahre 2000 ermittelt wurden, waren 97,29 % Han-Chinesen, 1,75 % muslimische Hui-Chinesen, 0,57 % Mandschu, 0,12 % Mongolen und 0,11 % Koreaner. Von den 56 offiziell anerkannten Nationalitäten Chinas sind nur vier nicht unter den Einwohnern Tianjins vertreten.
Die folgende Übersicht zeigt die Einwohnerzahlen der Kernstadt (ohne Vorortgürtel). Aufgeführt sind die registrierten Bewohner mit Hauptwohnsitz in Tianjin.
| 0Jahr0 | Einwohner |
| ------ | --------- |
| 1860   | 300.000   |
| 1896   | 600.000   |
| 1911   | 750.000   |
| 1920   | 800.000   |

| 0Jahr0 | Einwohner |
| ------ | --------- |
| 1923   | 900.000   |
| 1936   | 1.081.000 |
| 1939   | 1.223.000 |
| 1948   | 1.686.000 |

| 0Jahr0 | Einwohner |
| ------ | --------- |
| 1953   | 1.714.354 |
| 1957   | 2.049.200 |
| 1970   | 2.291.000 |
| 1982   | 3.272.725 |

| 0Jahr0 | Einwohner |
| ------ | --------- |
| 1990   | 3.693.938 |
| 1995   | 3.687.081 |
| 2000   | 3.771.900 |
| 2007   | 3.755.249 |

### Entwicklung der Wohnsituation

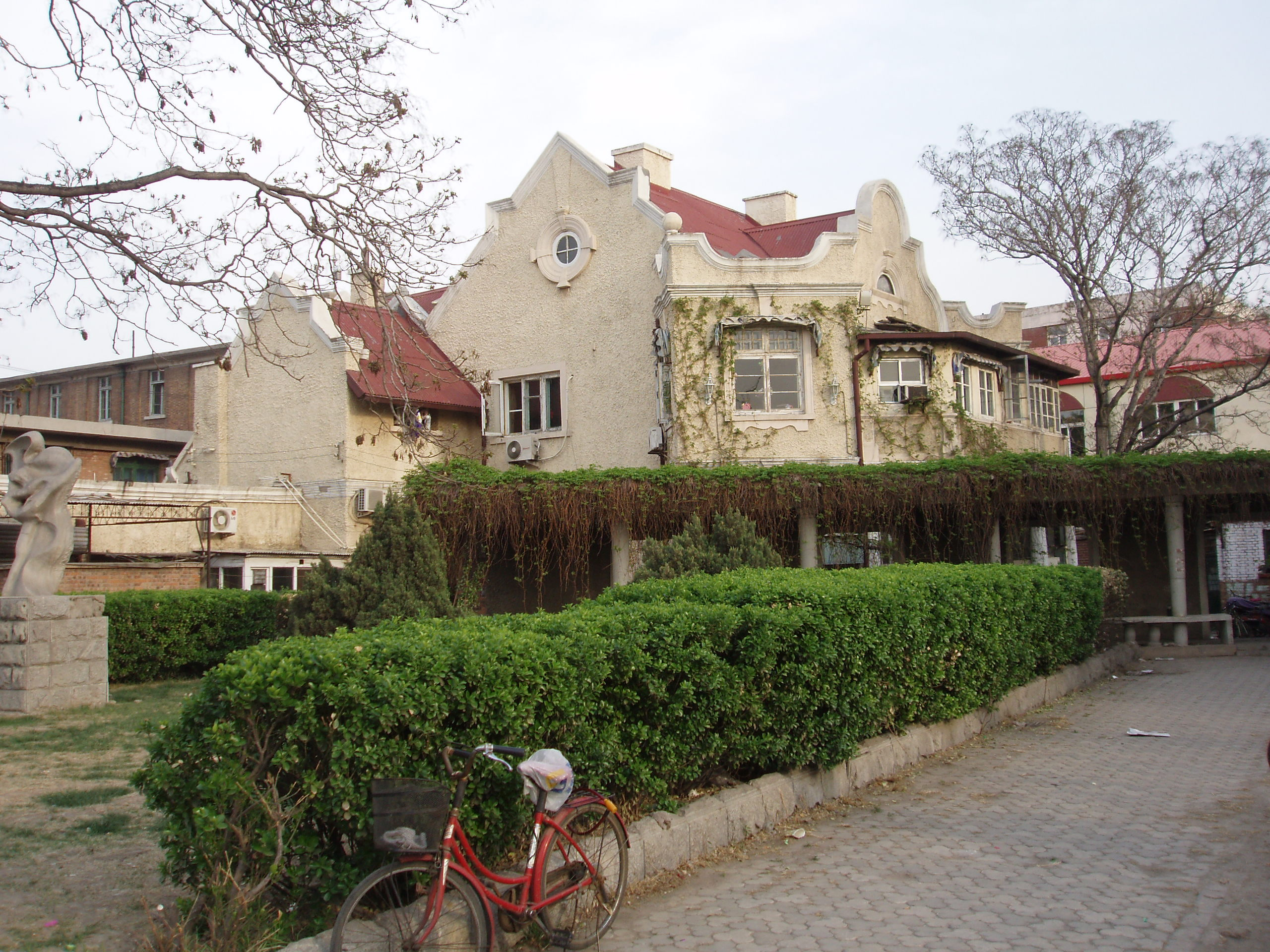
Machang Dao – historisches Konzessionsgebiet Britanniens, Hexi 2003

Nach wie vor prekär ist die Versorgung mit Wohnraum, wenn sich auch nach offiziellen Angaben der Stadtregierung die Wohnfläche pro Kopf seit 1957 verdreifacht hat. Die kommunistische Stadtregierung war keineswegs untätig gewesen, bereits seit Anfang der 1950er Jahre wurden die Wohn- und Lebensverhältnisse in den Stadtvierteln mit unzureichendem Standard verbessert und viele neue Wohngebiete errichtet. In China rechnet man damit, dass in den nächsten Jahrzehnten weitere bis zu 350 Millionen Landbewohner in die städtischen Ballungsgebiete strömen werden.
Seit einigen Jahren ist die Tendenz zu erkennen, großflächige Neubausiedlungen in Verbindung mit Landschaftsparks, Golfplätzen und künstlich angelegten Seeuferpartien zu errichten. Diese Bauten liegen meist über dem normalen Standard, sind für eine gut verdienende Mittelschicht ausgelegt und für den Durchschnittsverdiener kaum erschwinglich. Ein besonderes Projekt ist die Errichtung einer ökologisch nachhaltigen Großsiedlung. Rund 24 Kilometer südlich von der Innenstadt entfernt wird rund um einen 7 Kilometer langen und 3 Kilometer breiten künstlichen See versucht, der Monotonität einer mit Hochbauten seriell bestückten Schlafstadt etwas anderes entgegenzusetzen. Die mehreren Quadratkilometer großen Areale östlich des Vororts Jinghai sollen sich zu etwa einem Drittel mit erneuerbarer Energie versorgen, ansonsten eine alltagstaugliche Infrastruktur und siedlungsnahe Arbeitsstätten erhalten. Die chinesische Regierung hat das Vorhaben zum Referenzprojekt für zukünftige Urbanisationen erklärt. Die ersten Wohnungen sind Anfang 2013 bezugsfertig, bis 2020 soll alles fertig sein.
Die Wohnsituation der rund eine Million Einwohner mit beschränkter Aufenthaltsgenehmigung ist im Gegensatz zu den Bewohnern mit Hauptwohnsitz deutlich schlechter. Zahlreiche Migranten, überwiegend frühere Bauern aus den ländlichen Regionen Chinas, leben auf den Baustellen, in einfachen Betriebs-Wohnheimen oder sie mieten sich einen Raum bei Bauern an der Peripherie der Stadt. Ein großer Teil der temporären Einwohner lebt am Stadtrand, weil dort eher Platz für selbstgebaute Hütten vorhanden ist.

## Politik

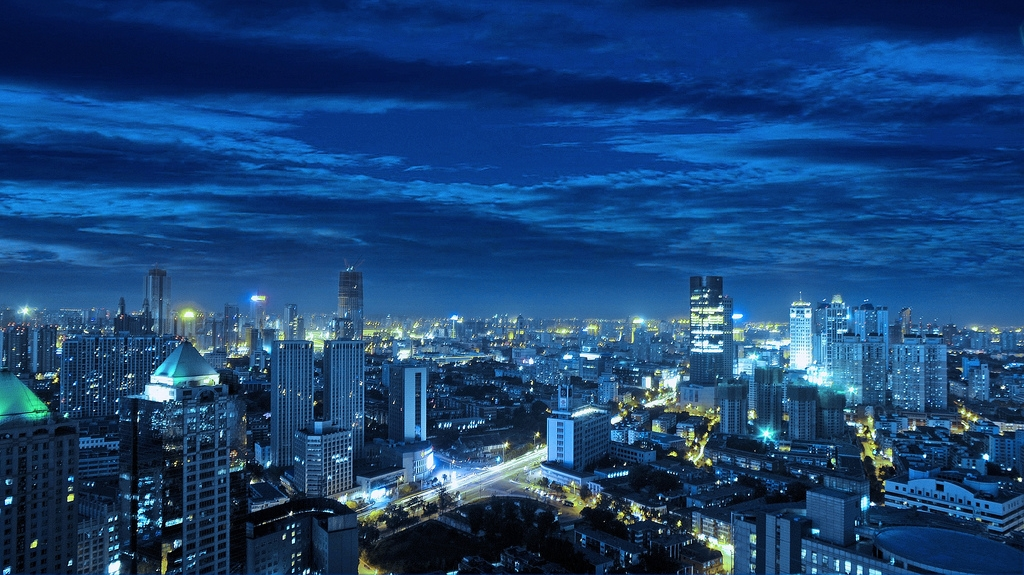
Skyline von Tianjin Downtown, 2009

### Stadtregierung

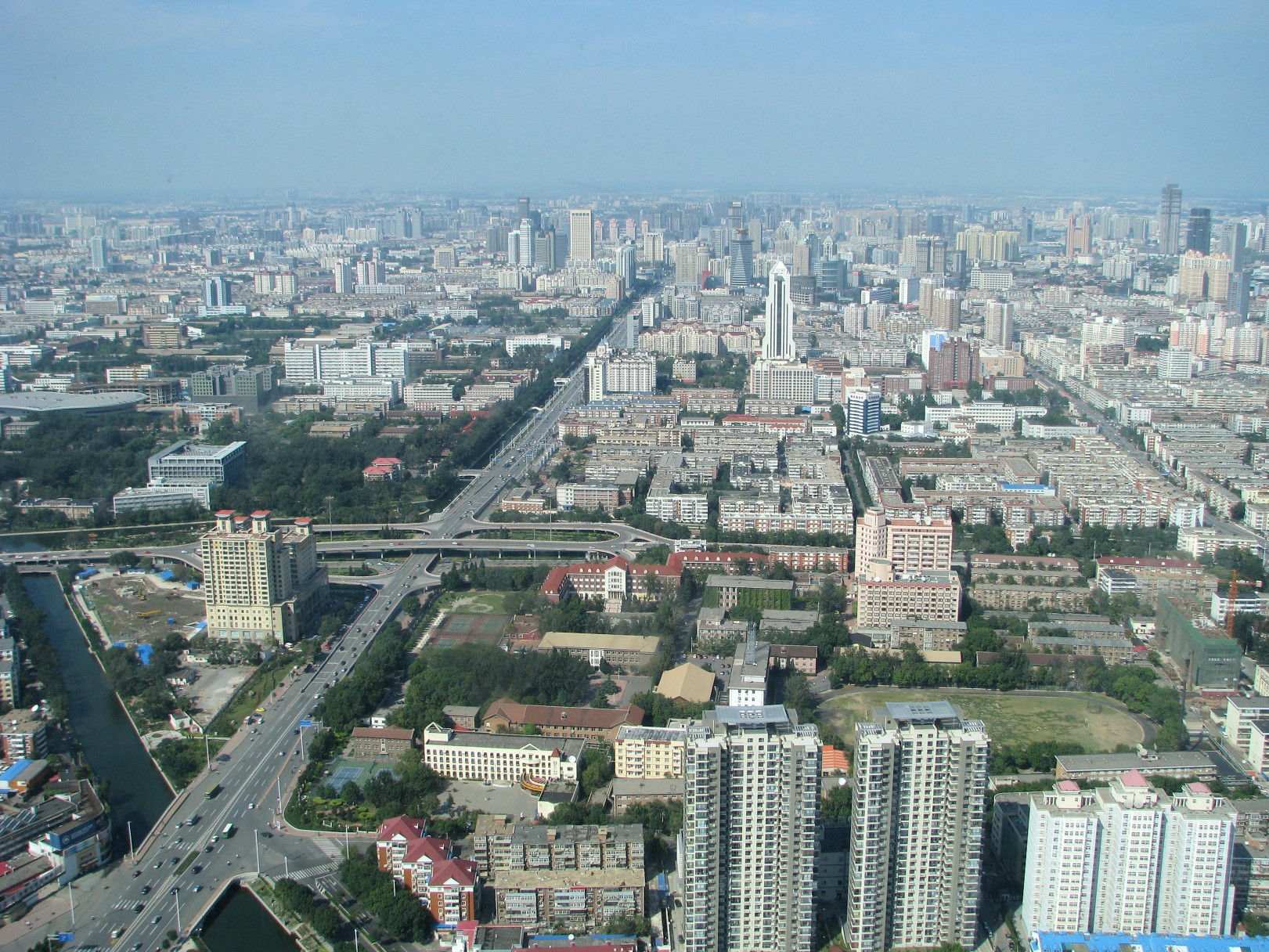
Nordsicht vom Fernsehturm Richtung Weijing Road –, 2008

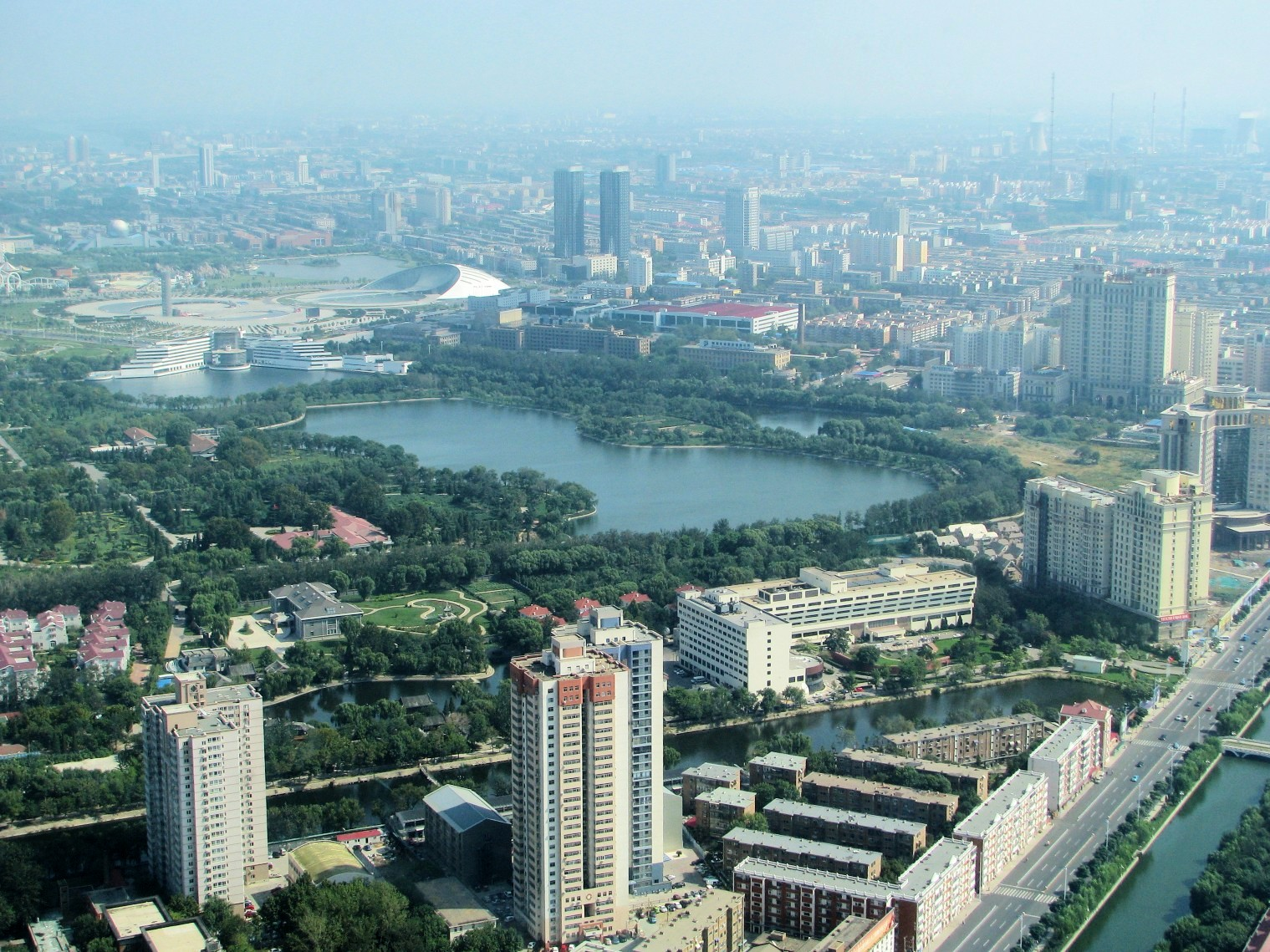
Ostsicht vom Fernsehturm Richtung Osten Tianjin-Museum, 2008

Huang Xingguo war von 2007 bis 2016 Bürgermeister von Tianjin und gleichzeitig kommissarischer Parteisekretär der Kommunistischen Partei Chinas. Am 10. September 2016 wurde er wegen Korruptionsvorwürfen von beiden Positionen entbunden. Parteisekretär ist seit dem 13. September Li Hongzhong.
Am 14. September 2016 wurde Wang Dongfeng als geschäftsführender Bürgermeister berufen.
Der Stadtregierung unterstehen die Regierungen von 15 Stadtbezirken und drei Kreisen. Die Stadtbezirke gliedern sich wiederum in Straßenviertel, zum Teil auch in Gemeinden und Großgemeinden. Die Kreise setzen sich hingegen aus Gemeinden und Großgemeinden zusammen, nur im Kreis Ji, der ein kleines urbanes Zentrum ausgebildet hat, gibt es ein Straßenviertel. Am unteren Ende der Verwaltungspyramide Tianjins befinden sich in den urbanen Gebieten die sogenannten Einwohnergemeinschaften (社区), die von den Einwohnerkomitees (居民委员会,  jūmín wěiyuánhùi) verwaltet werden und in den ländlichen Regionen die Dörfer (村), die von Dorfkomitees (村民委员会,  cūnmín wěiyuánhùi) verwaltet werden.

### Städtepartnerschaften
Tianjin unterhält u. a. mit folgenden Städten Partnerschaften:
| Stadt        | Land                    | seit               |
| ------------ | ----------------------- | ------------------ |
| Kōbe         | Japan                   | 24. Juni 1973      |
| Philadelphia | Vereinigte Staaten      | 10. Februar 1980   |
| Melbourne    | Australien              | 5. Mai 1980        |
| Yokkaichi    | Japan                   | 28. Oktober 1980   |
| Sarajevo     | Bosnien und Herzegowina | 28. Mai 1981       |
| Groningen    | Niederlande             | 12. September 1985 |
| Chiba        | Japan                   | 7. Mai 1986        |
| Izmir        | Türkei                  | 23. September 1991 |
| Ulaanbaatar  | Mongolei                | 27. September 1992 |
| Charkiw      | Ukraine                 | 14. Juni 1993      |
| Jönköping    | Schweden                | 23. September 1993 |
| Incheon      | Südkorea                | 7. Dezember 1993   |
| Łódź         | Polen                   | 1. Oktober 1994    |
| Hải Phòng    | Vietnam                 | 8. Januar 1999     |
| Hakodate     | Japan                   | 2001               |

### Regionenpartnerschaften
Tianjin unterhält u. a. mit folgenden Regionen Partnerschaften:
| Region                     | Land               | seit               |
| -------------------------- | ------------------ | ------------------ |
| Nord-Pas-de-Calais         | Frankreich         | 10. Oktober 1984   |
| Lombardei                  | Italien            | 9. Mai 1985        |
| Oblast Plowdiw             | Bulgarien          | 15. Oktober 1989   |
| Bezirk Abidjan             | Elfenbeinküste     | 26. September 1992 |
| Saarland                   | Deutschland        | 27. September 1994 |
| Bundesstaat Rio de Janeiro | Brasilien          | 18. April 1995     |
| Orange County              | Vereinigte Staaten | 7. August 1997     |
| Bundesstaat Amazonas       | Brasilien          | 21. Oktober 1997   |

## Kultur und Sehenswürdigkeiten

### Theater
Tianjin beherbergt zahlreiche Theater-, Opern- und Konzerthäuser. Das People’s Art Theater wurde 1951 eröffnet und zeigt zeitgenössische und klassische Stücke. Das Opera and Dance Drama Theater eröffnete 1959 und hat in seinem Repertoire klassische Opern- und Tanzaufführungen. Das Tianjin Peking Opera Theater wurde 1995 eröffnet und zeigt vor allem klassische Peking-Opern.
Auch im Guangdong-Gildenhaus, ein Theater mit Platz für 700 bis 800 Menschen, werden Peking-Opern aufgeführt. Das Haus entstand zu Beginn der Qing-Dynastie (1644–1911) überwiegend aus Holz. Jeder der drei Hauptträger des Theaters wurde aus einem Baum von mindestens 40 bis 50 Metern Länge gefertigt. Die Bühne ist an drei Seiten offen, womit auch die an den Seitenrängen sitzenden Zuschauer eine hervorragende Sicht besitzen. Weitere Theater in Tianjin sind das Grand Opera Theater, das Song and Dance Theater und das Staatliche Puppentheater.

### Museen
Das Kunstmuseum, ein prunkvolles altes Gebäude, beherbergt eine Sammlung von Gemälden, Drachen, chinesischen Neujahrsdrucken und Lehmfiguren (niren), deren Herstellung sich im 19. Jahrhundert zu einer beliebten Handwerkskunst entwickelte. Zu ihren bedeutendsten Vertretern gehörte der Karikaturist Zhang, der Opernstars und andere Berühmtheiten nachbildete, von denen einige im Museum zu sehen sind.
Das neue Museum für Wissenschaft und Technik besitzt eine Vielzahl von Exponaten, die wissenschaftliche Erkenntnisse anschaulich darstellen. Daneben gibt es Ausstellungen zu den Themen Akupunktur und Physiologie sowie Modelle der chinesischen „Langer-Marsch-Raketen“. In dem Teil des Museums, der sich der Schwerkraft widmet, können sich Besucher mit Kugellagern beschäftigen und die Optikabteilung zeigt verzerrte Bilder von Mao und Marx, die zu Demonstrationszwecken ausgestellt sind. Weiter oben im Haus befindet sich ein 360-Grad-Projektionsraum, in dem man sich einen Film über Astronomie anschauen kann.
Südwestlich des Zentrums wird mit der riesigen Zhou-Enlai-Gedenkstätte dem berühmtesten Sohn der Stadt Anerkennung gezollt. Am Nordrand des Shuishang-Parks liegt der Bunker, dessen Inneres Wachsfiguren, das Flugzeug sowie die Limousine Zhou Enlais beherbergt, außerdem vereinzelte Angaben in englischer Sprache zu seinen Errungenschaften. Die Gedenkstätte für Zhou Enlai, der hier zwischen 1913 und 1917 zur Schule ging, wurde im Jahr 1978 eingerichtet.

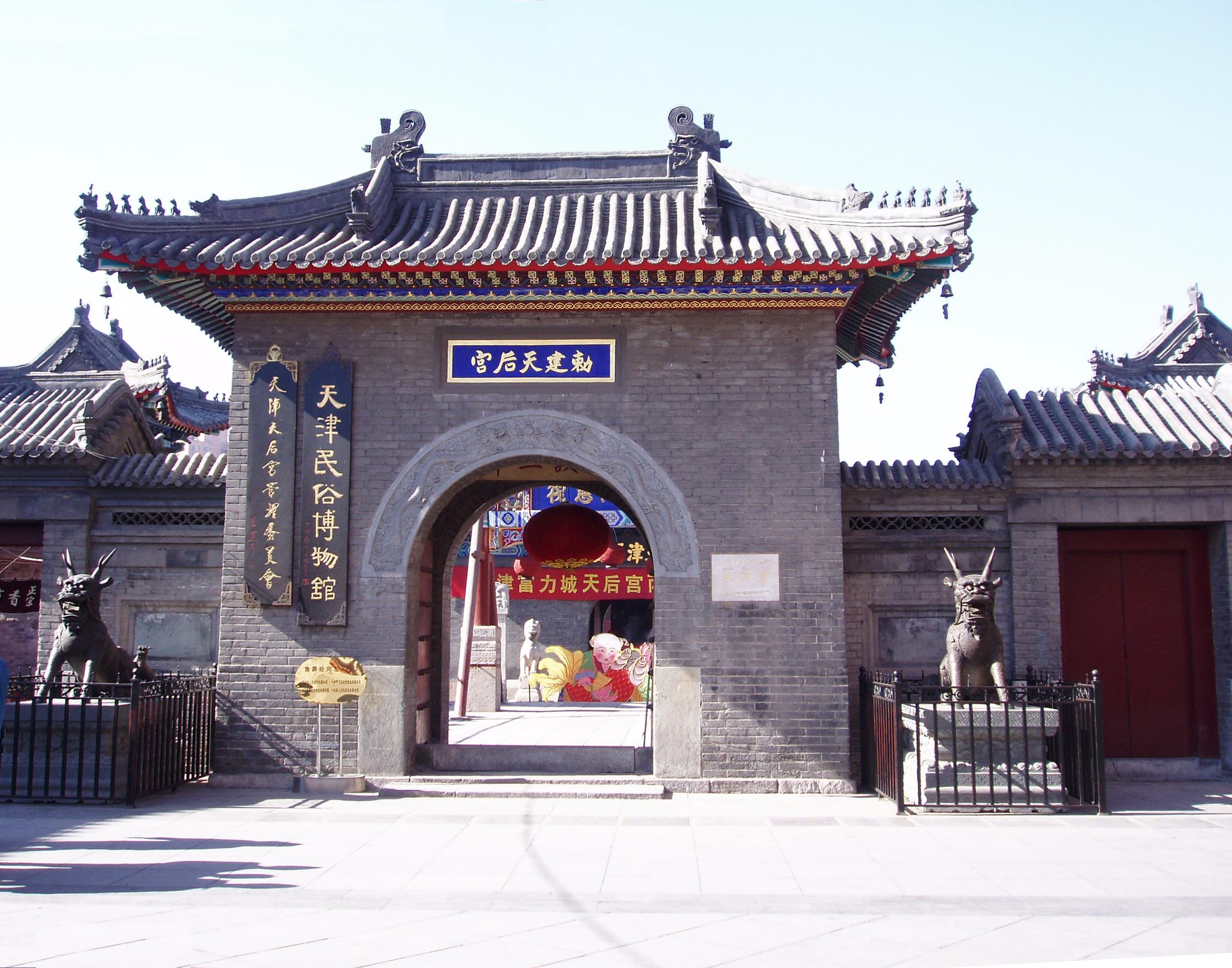
Tempel der Himmelsgöttin –, Nankai 2006

### Bauwerke

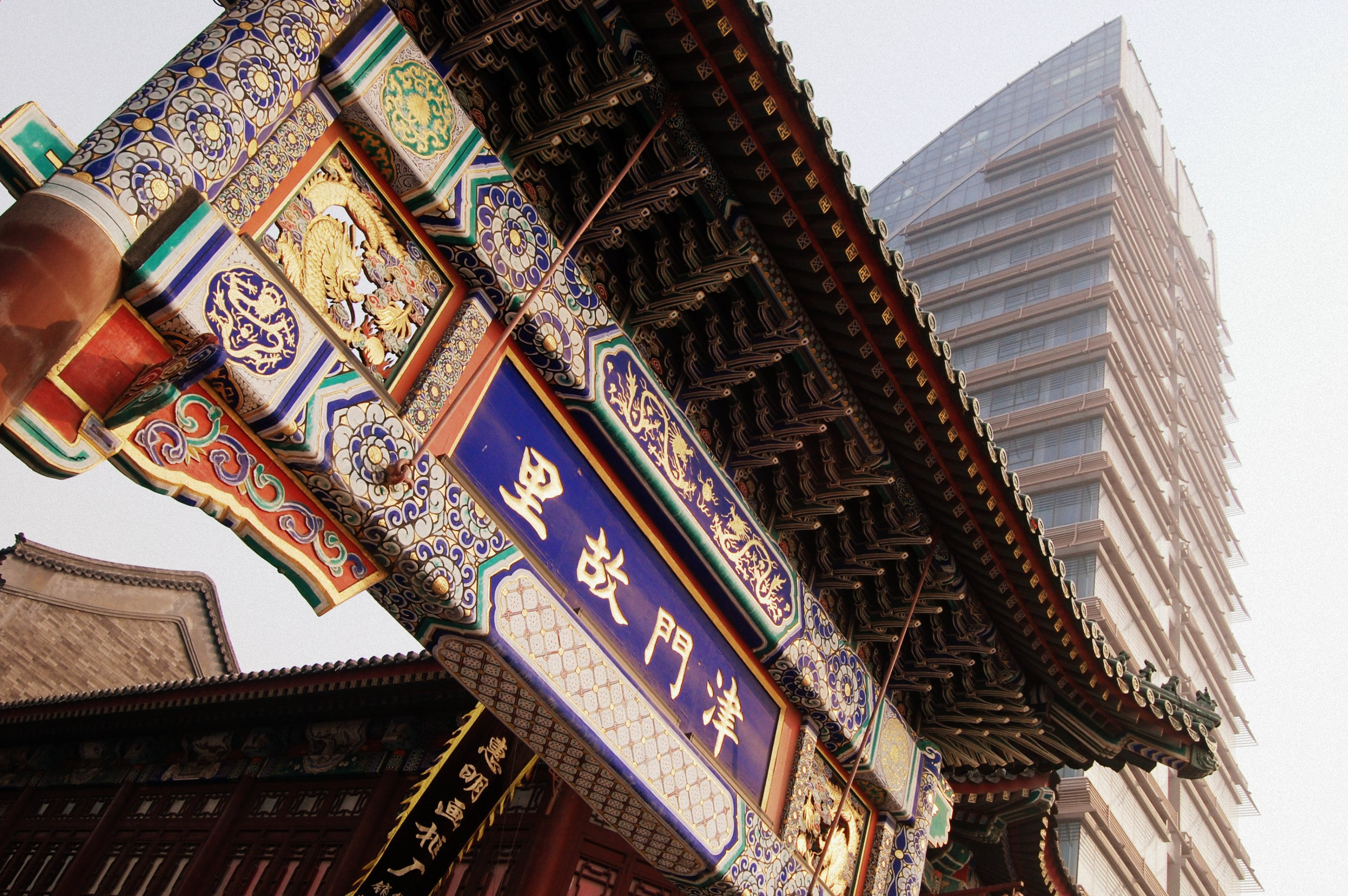
Paifang-Eingangstor, „Tianjins alte Straße und Tor – 津門古里“ 2010

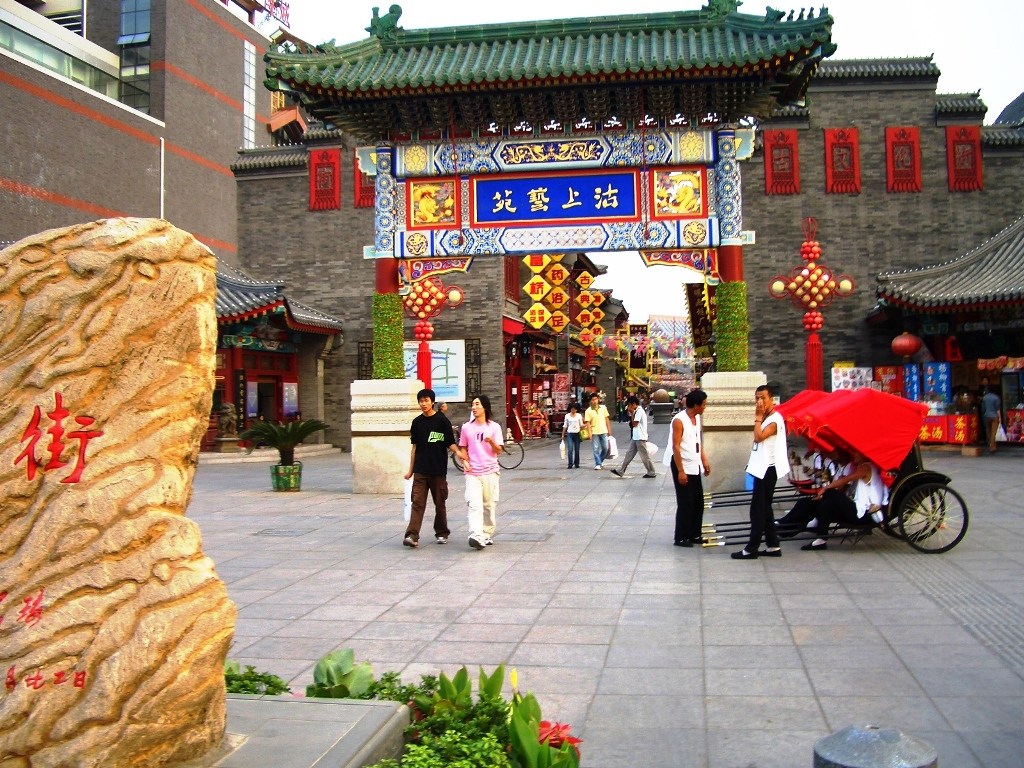
Kulturstraße, „Kunst und Literatur der obere Guhe-Region – 沽上藝苑“ 2006

In Tianjin sind vor allem die Straßenzüge mit ihren Gebäuden aus dem 19. und frühen 20. Jahrhundert interessant, zumeist europäischen Stils und Seite an Seite mit den Beton- und Glasbauten des wohlhabenden China von heute. Die Altstadt war früher streng nach nationaler Zugehörigkeit aufgeteilt und jeder Teil hat sich ein Stück seines Charakters bewahrt. Nordwestlich des Hauptbahnhofes, auf der Westseite des Hai He, befand sich das alte Chinesenviertel.
In Richtung Osten, am Nordufer des Flusses, lagen die österreichischen, italienischen, russischen und belgischen Konzessionen, deren alte Gebäude zum Großteil zerstört wurden. Unverkennbar sind die Chateaux der französischen Konzession, die heute den Innenstadtbereich südlich des Flusses ausmachen, sowie die Herrenhäuser der Briten östlich davon. Noch weiter östlich, ebenfalls auf der Südseite des Flusses, stehen in einem sonst eher unauffälligen Viertel Beispiele strenger deutscher Architektur.
Eine der wichtigsten Sehenswürdigkeiten ist der Tempel des Großen Mitleids (Da Bei Yuan), dessen ältester Teil 1669 unter Kaiser Kangxi entstand. Die im Jahr 1940 ergänzte Anlage wurde nach dem Erdbeben von 1976 nach alten Plänen wieder aufgebaut. Kleine antike, buddhistische Statuetten aus Holz und Bronze sind in einem Saal im Westen des Komplexes ausgestellt.
Am Nordufer des Flusses steht die Kathedrale Notre Dame des Victoires („Wanghailou-Kirche“). Sie wurde 1904 erbaut und ist bereits die dritte an dieser Stelle – der erste Bau wurde ein Jahr nach seiner Errichtung bei dem Massaker von 1870 zerstört, der zweite brannte im Jahr 1900 während des Boxeraufstands ab. Die schmucklose Kathedrale mit ihren dunklen Steinen und ihrer strengen Förmlichkeit ihrer Linien steht ganz im Gegensatz zur Katholischen Kirche weiter südlich.
Der direkt am Zusammenfluss des Hai He mit dem Kaiserkanal gelegene Palast der Himmelsgöttin (Tianhou Gong) wurde im Jahr 1326 in der Zeit der Yuan-Dynastie begründet und unter den folgenden Dynastien ausgebaut. Es ist das älteste Gebäude in Tianjin. In den Nebensälen gibt es eine Ausstellung lokaler Handwerkskunst zu sehen. Im Hof der Anlage wird das überregional bedeutende Tempelfest gefeiert.
Größter unversehrt erhaltener Tempel in Tianjin ist der 1436 erbaute Wen Miao. Abseits der Dafeng-Straße liegt eine Moschee. Dieses erlesene Beispiel chinesischer Muslim-Architektur besticht durch die floralen Holzschnitzereien an Dachvorsprüngen und Fenstern.
In Tianjin steht der derzeit sechsthöchste Fernsehturm der Welt, der Tianjin Radio- und Fernsehturm.
Mit dem 597 Meter hohen und unvollendeten Goldin-Finance-117-Hochhaus steht in Tianjin die höchste Bauruine der Welt.

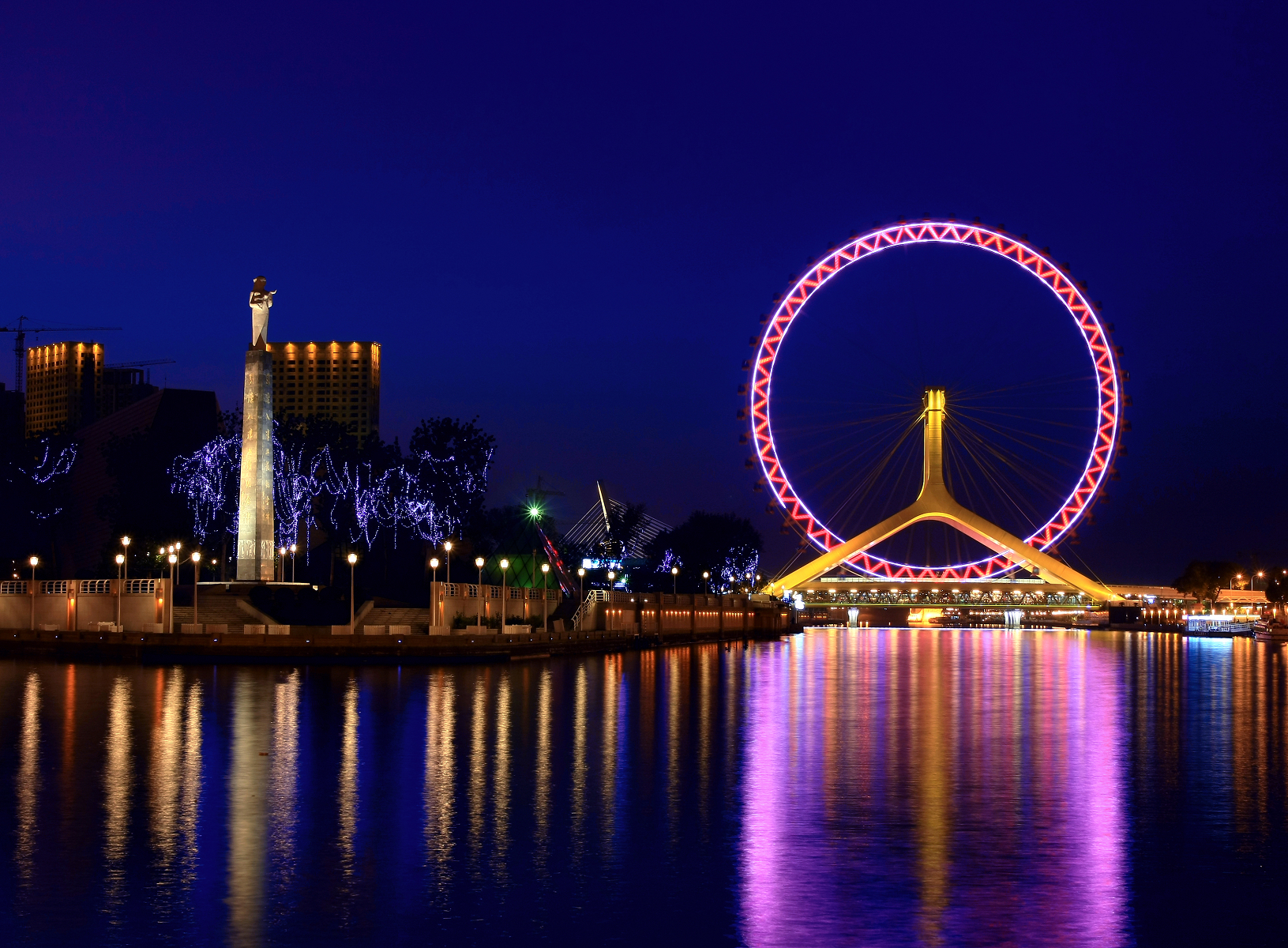
Tianjin Eye – das 120 m hohe Riesenrad über der Yongle-Brücke am Hai He, 2009

Als moderne Wahrzeichen der Stadt können das Tianjin Eye, ein Riesenrad im Stadtzentrum, sowie die Binhai-Bibliothek im Stadtentwicklungsgebiet Binhai gelten. Das 2008 eröffnete Riesenrad ist einem Durchmesser von 110 Metern eines der größten weltweit und ist mit 48 Kapseln für je 8 Besucher ausgestattet. Eine Besonderheit ist die Konstruktion auf einer befahrenen Brücke. Die vom niederländischen Architekturbüro MVRDV geplante Tianjin Binhai-Bibliothek sticht vor allem wegen der futuristisch anmutenden Haupthalle hervor. Sie hat sich mittlerweile als beliebtes Fotoobjekt in sozialen Medien etabliert.

### Parks

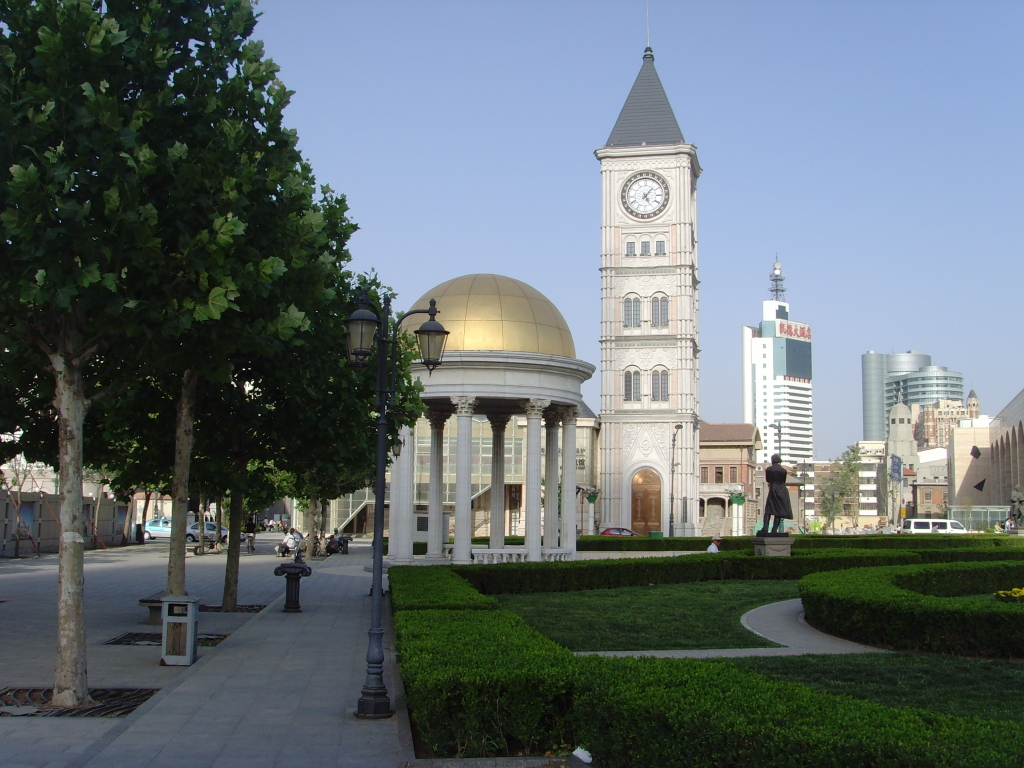
Hai He-Musikpark –, 2008

Südlich des Zentrums, an der Longcheng-Straße, liegt der Vergnügungspark Leyuan mit dem Museum für Wissenschaft und Technik, einer Kartsport-Bahn, Karussells, einem Riesenrad und mechanischen Figuren, die den Besuchern am Eingang zunicken.
Von dort besteht eine Busverbindung zum Zhongxin-Park, der eigentlich nur ein besserer Kreisverkehr ist. Der Park befindet sich an der nördlichen Grenze eines großen Einkaufsviertels. Südwestlich des Zentrums befindet sich der Shuishang-Park mit der Zhou-Enlai-Gedenkstätte und der Statue von Nie Zhongjie, einem General zu Pferde.

### Regelmäßige Veranstaltungen

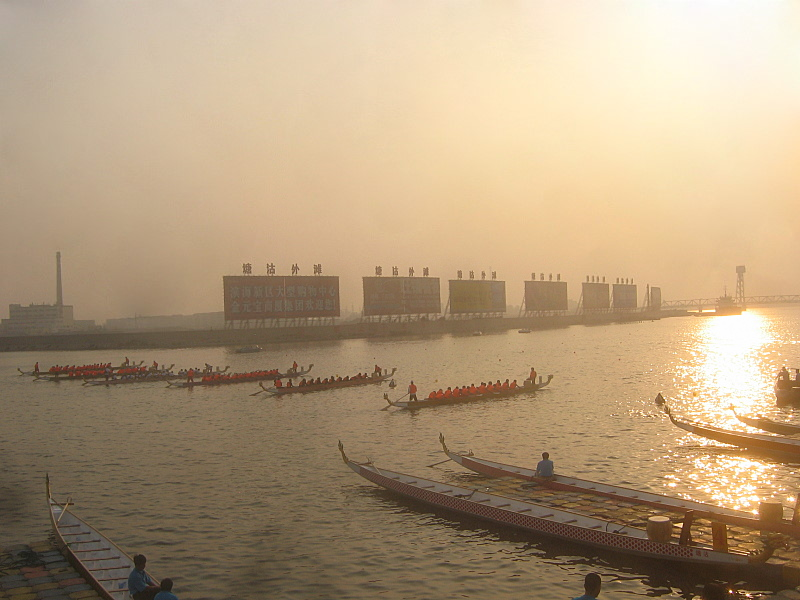
Drachenbootrennen in Tanggu, 2006

Für die Bewohner Tianjins haben traditionelle chinesische Feste eine große Bedeutung. Zu beachten ist, dass die Daten der chinesischen Feste nach dem chinesischen Mondkalender berechnet werden und deshalb im gregorianischen Kalender wandern.
Zu den wichtigsten Festen gehört das chinesische Neujahrsfest, das in den Januar oder Februar fällt. Zwei Wochen darauf gibt es das Laternenfest (auch chinesischer Valentinstag genannt).
Weiterhin sind das Tin Hau Festival Ende März, das Qingming-Fest (Totenfest) Anfang April, das Festival of the Bun Hills (Cheng Chau) und das Mondfest am 15. Tag des 8. Mondmonats von Bedeutung. Im Altertum opferten die Kaiser im Frühling der Sonne und im Herbst dem Mond. Das Mondfest wurde in der Tang-Dynastie (618–907), der Ming- und der Qing-Dynastie (1368–1911) eines der wichtigsten Feste Chinas.

### Kulinarische Spezialitäten

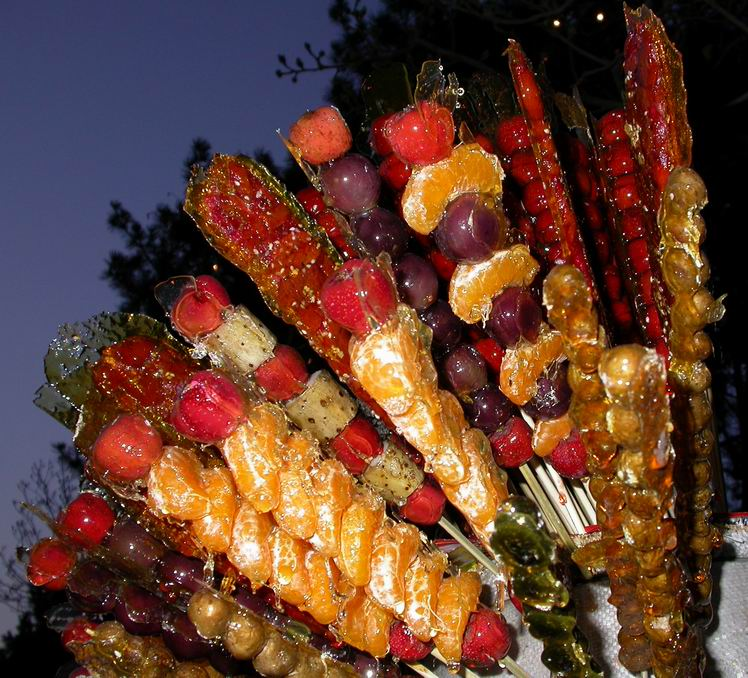
Imbiss – Tanghulu

Eine kulinarische Spezialität der Region ist das „chinesische Fondue“. Dabei gart man rohes Fleisch oder Gemüse in heißer Hühnerbrühe. Die Speise wird dann mit verschieden gewürzten Soßen serviert. Eine weitere Spezialität ist Shuijiao. Dabei handelt es sich um mit Schweinefleisch, Schnittlauch und Zwiebeln gefüllte Teigtaschen.
Ein anderes bekanntes Gericht ist der Mongolische Feuertopf, bei dem in einen Topf mit kochender, meist von unten auf Temperatur gehaltener Brühe in Streifen geschnittenes Hammelfleisch sowie Kohl und Nudeln gestippt werden. Der Rest wird am Ende mitunter als Suppe getrunken.
Auch einen Besuch wert ist ein Goubuli-Restaurant. Goubuli-Baozi (gedämpfte gefüllte Teigtaschen) werden in der Stadt und vielleicht auch darüber hinaus als die besten gerühmt. Die Legende besagt, dass die Baozi des Gründers so gut waren, dass er immer zu beschäftigt war neue herzustellen. Wenn Freunde kamen und ihn ansprachen, so reagierte er nicht immer sofort. Daher der Name „Gǒubùlǐ“ (狗不理), was wörtlich so viel heißt, wie „selbst einen Hund ignorieren“, also „auf niemanden reagieren“. Was vor über 150 Jahren als Straßengarküche begann ist längst die größte Lebensmittelmarke Tianjins.

### Handel

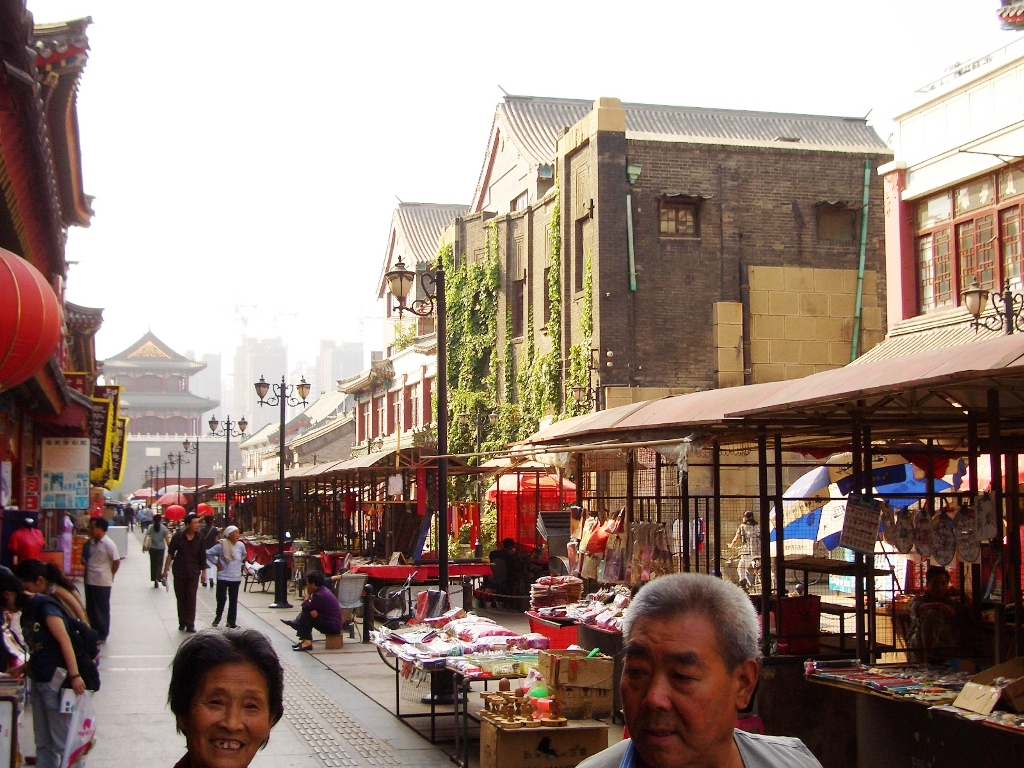
Ladenstraße am rekonstruierten historischen Trommelturm (鼓樓 (gǔlóu)), 2006

Das Kaufhaus Quanye, ein neungeschossiges türkisfarbenes Gebäude an der Binjiang Dao, Ecke Heping-Straße, wartet mit einem großen Warenangebot auf und lockt täglich mehr als 200.000 Kunden an. In den oberen Stockwerken befinden sich mehrere Fastfood-Restaurants und Videospiel-Anlagen. Eine große Auswahl an preisgünstiger Kleidung bietet der riesige Straßenmarkt über die ganze Länge der Binjiang Dao bis hin zur Kathedrale.
Unmittelbar westlich von dort befindet sich der Antiquitätenmarkt, mit Zentrum in der Shenyang Dao und Ausläufern in den Seitenstraßen. Die Warenvielfalt ist außergewöhnlich groß: Neben den üblichen Gegenständen wie Jadeschmuck, Keramikteekannen, Fächern und Parfümflaschen werden russische Armeeuhren, Opiumpfeifen, Schnupftabakdosen, kunstvolle Spielkarten, alte Fotografien, pornografische Gemälde und Sonnenbrillen angeboten.
In Tianjin sind 2012 mit 2,45 Millionen m² mehr Einkaufszentren in verschiedenen Stadien der Fertigstellung als irgendwo anders auf der Welt.

## Wirtschaft und Infrastruktur

### Wirtschaft

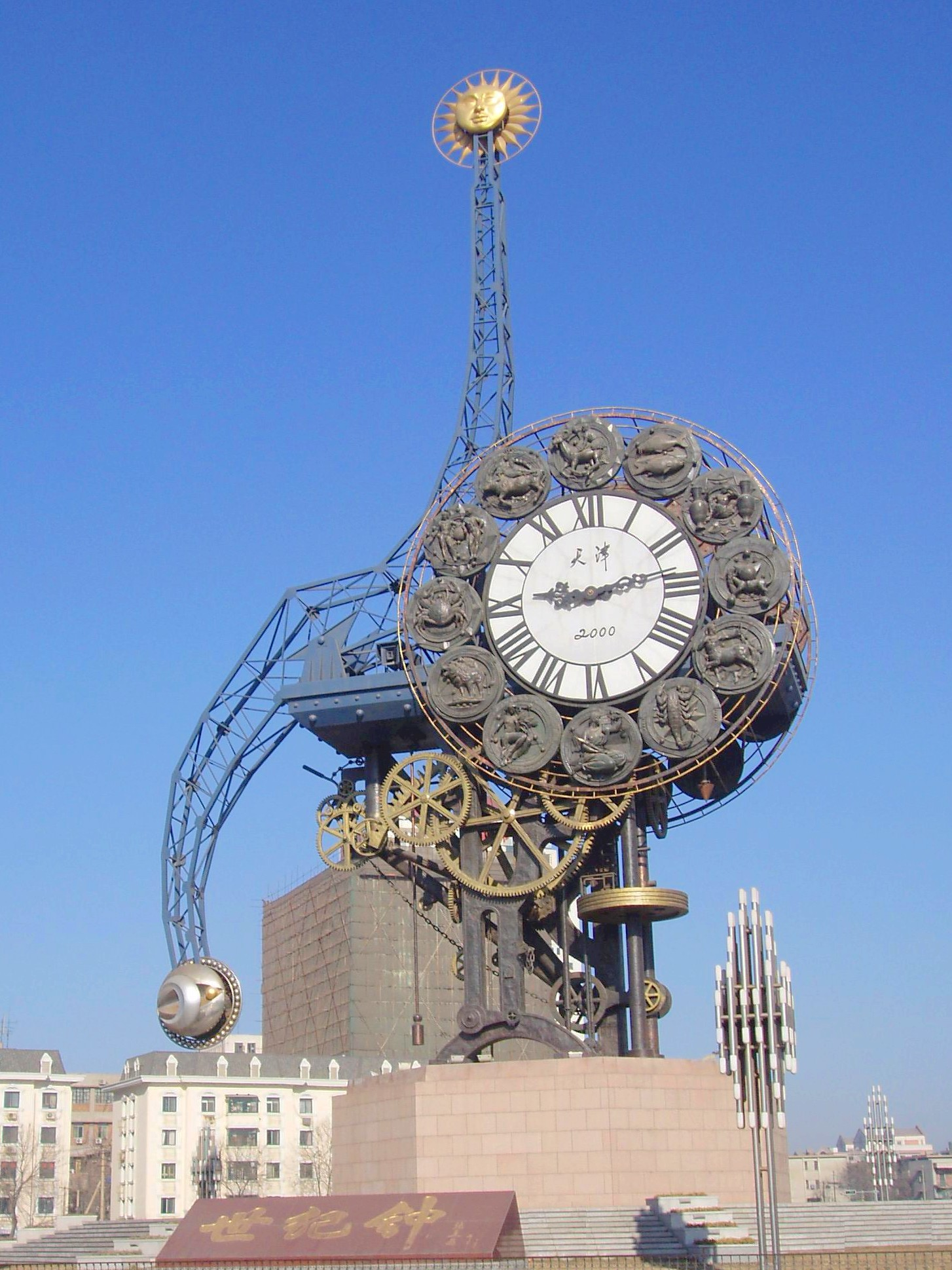
„Jahrhundertuhr – “, nahe Tianjin East Railway Station 2006

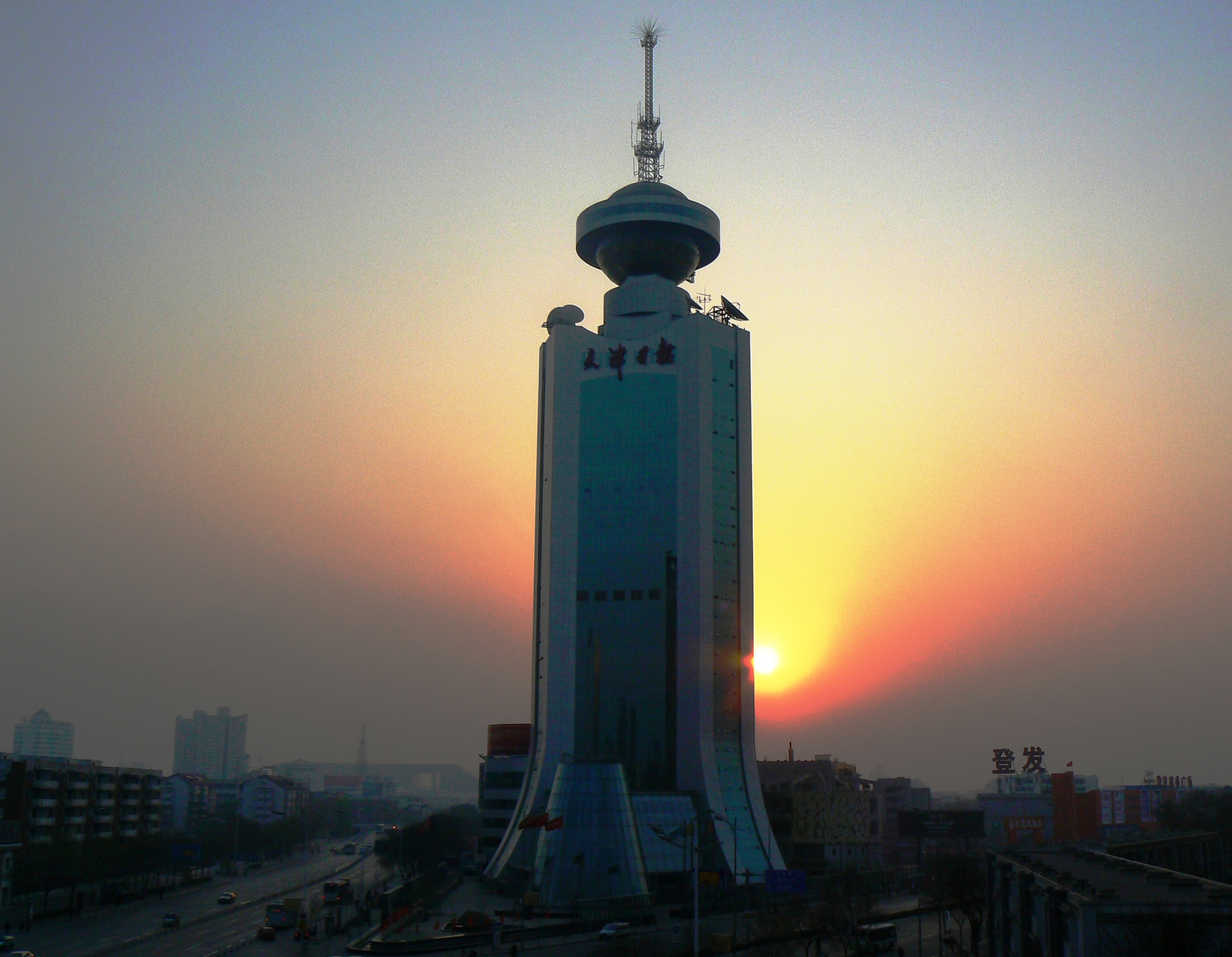
Sitz von Tianjin Daily Newspaper –, 2007

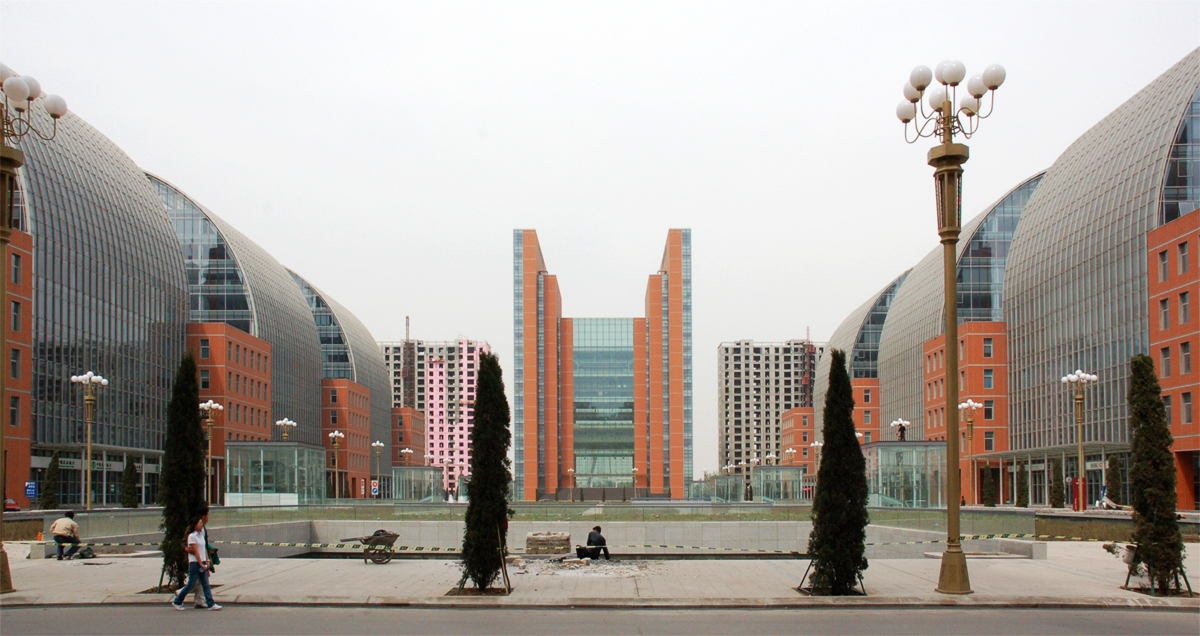
TEDA-Geschäftsstraße, Binhai 2009

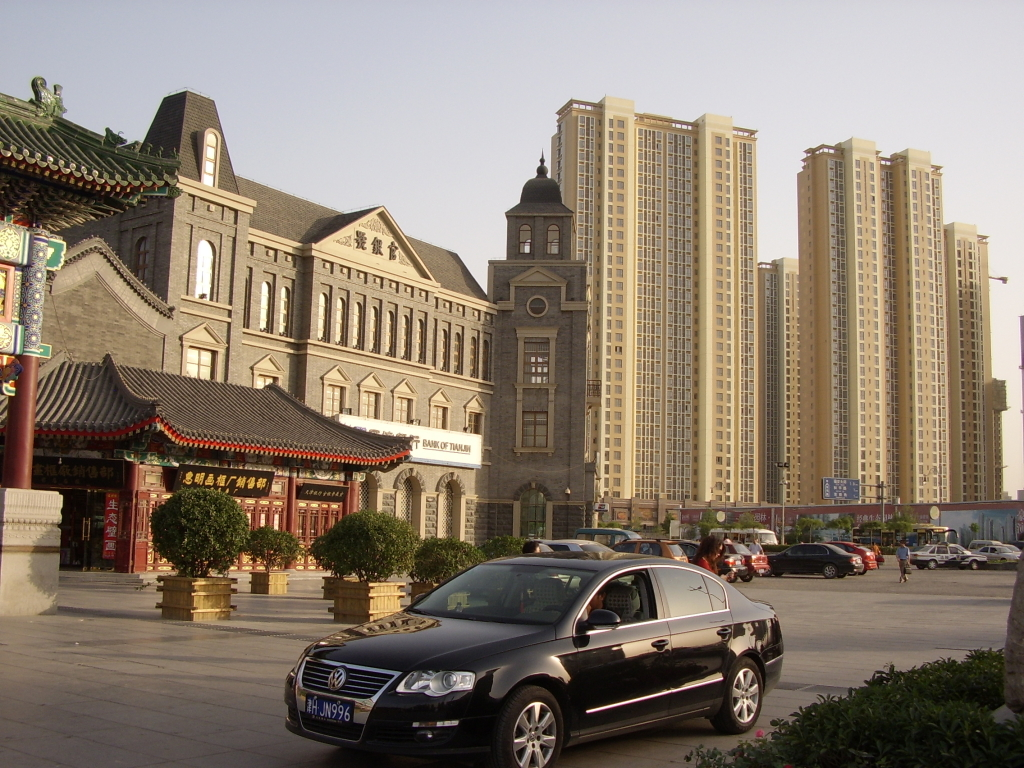
Alte Guanyinhao Bank, 2008

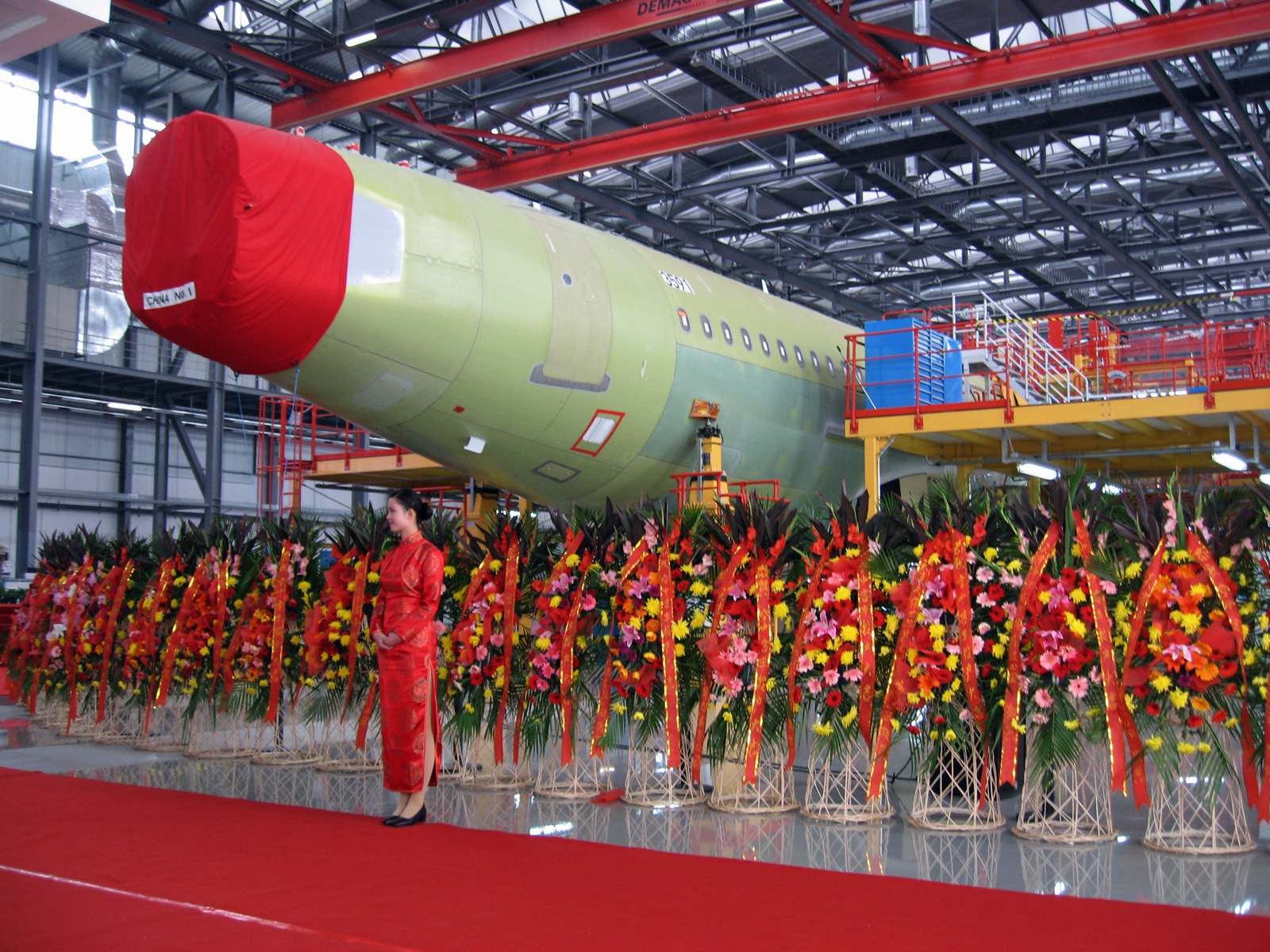
Airbus-Werkhalle – Endmontage, 2008

Die Wirtschaft der Stadt basiert unter anderem auf der Herstellung von chemischen Produkten, elektronischen Geräten, Stahl und Textilien. Darüber hinaus sind auch Fahrzeug- und Maschinenbau sowie die Verarbeitung von Erdöl von Bedeutung. Tianjin ist Sitz zahlreicher ausländischer Handelsniederlassungen.
Der Hafen der Stadt an der Mündung des Hai He ist einer der größten Außenhandelshäfen der Volksrepublik China. Er wird von der Tianjin Port Company betrieben. Seit 1984 entsteht in der Nähe von Tianjin die Sonderwirtschaftszone TEDA (Tianjin Economic and Technological Development Area), die ausländischen Investoren offensteht.
In der Stadt befindet sich das Tianjin Nationale Supercomputerzentrum (国家超级计算天津中心), das mit Tianhe-1A (2010) und Tianhe-2 (2013) zweimal den weltweit leistungsstärksten Supercomputer stellte.
Laut einer Studie aus dem Jahr 2014 erwirtschafte Tianjin ein Bruttoinlandsprodukt von 371,9 Milliarden US-Dollar (KKB). In der Rangliste der wirtschaftsstärksten Metropolregionen weltweit belegte sie damit den 20. Platz und den vierten Platz in China. Das BIP pro Kopf lag bei 24.224 US-Dollar womit Tianjin unter die wohlhabendsten Regionen der Volksrepublik einzuordnen ist. Von 2000 bis 2014 wuchs das BIP pro Kopf im Durchschnitt jedes Jahr zweistellig und 2014 noch mit 3,3 Prozent. 2014 gab es in der Stadt 5,7 Millionen Arbeitsplätze. Die Industrie beschäftigt 2006 etwa 41 Prozent der Arbeitskräfte Tianjins und erwirtschaftet die Hälfte des BIP. Die Industrieproduktion lag im Jahre 2000 etwas höher als jene von Guangzhou oder Shenzhen. Etwa zwei Drittel werden von der Schwerindustrie umgesetzt, wobei große Unternehmen dominieren, die Tendenz jedoch fallend ist.
Der Service-Sektor erwirtschaftete im Jahre 2000 etwa 45 Prozent des BIP und beschäftigte etwa 40 Prozent aller Arbeitnehmer, wobei die wichtigsten Branchen Verkehr, Transport, Lagerung und Telekommunikation waren. Der Tourismus spielt eine eher untergeordnete Rolle.
Etwa 20 Prozent der Bewohner des von Tianjin administrierten Gebietes sind in der Landwirtschaft beschäftigt, auch wenn diese weniger als fünf Prozent zum BIP beiträgt. Auf mehr als fünf Millionen Hektar werden Getreide und Gemüse angebaut, daneben Schweine (1,6 Millionen), Ziegen, Schafe und Rinder gehalten. Von den 250.000 Tonnen Fisch, die in Tianjin gefangen werden, stammt der größte Teil aus Zuchtanlagen.
Viele europäische Unternehmen wie Airbus, Vitesco Technologies und GEZE besitzen in Tianjin Produktionswerke.

### Verkehr

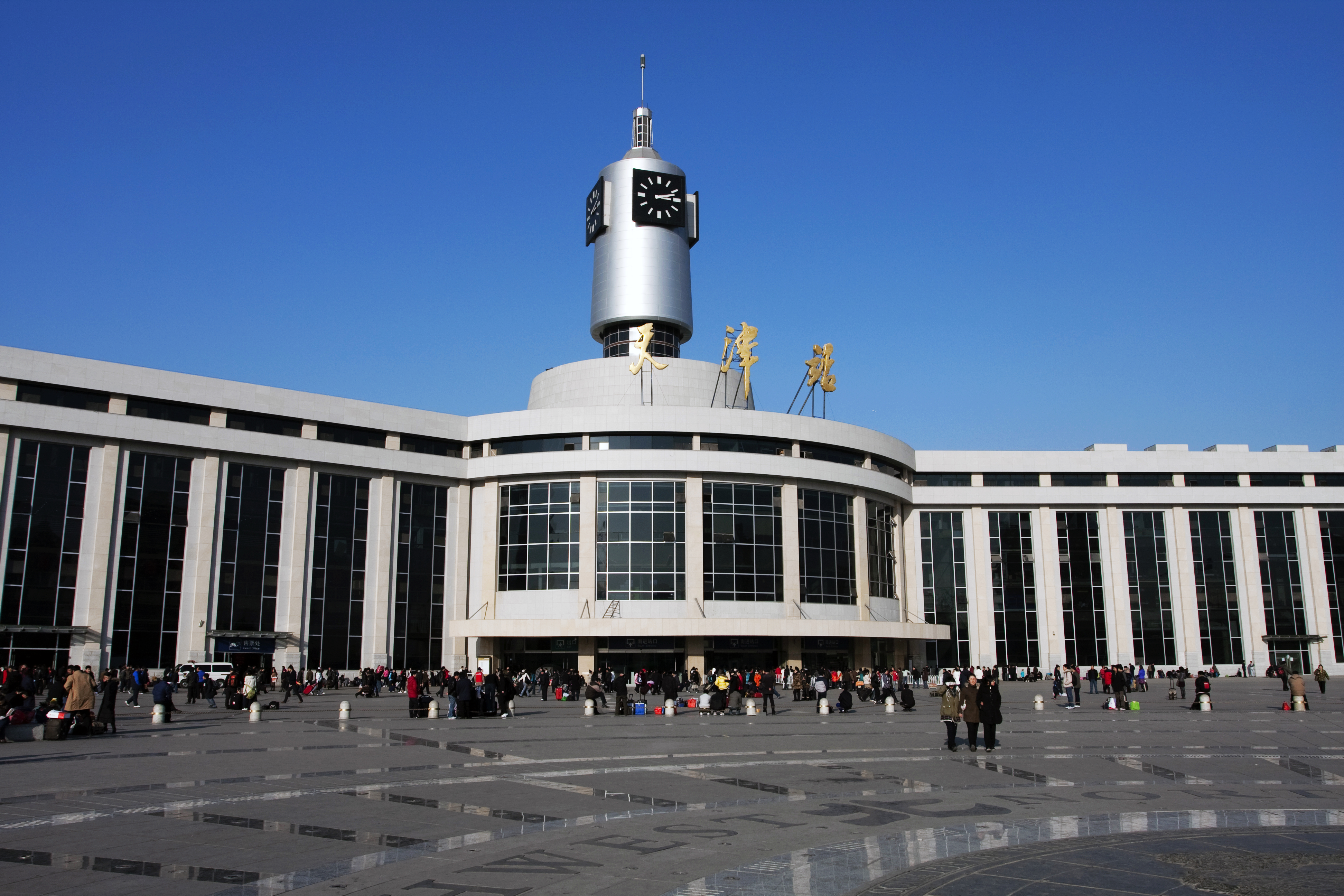
Tianjiner Hauptbahnhof, 2009

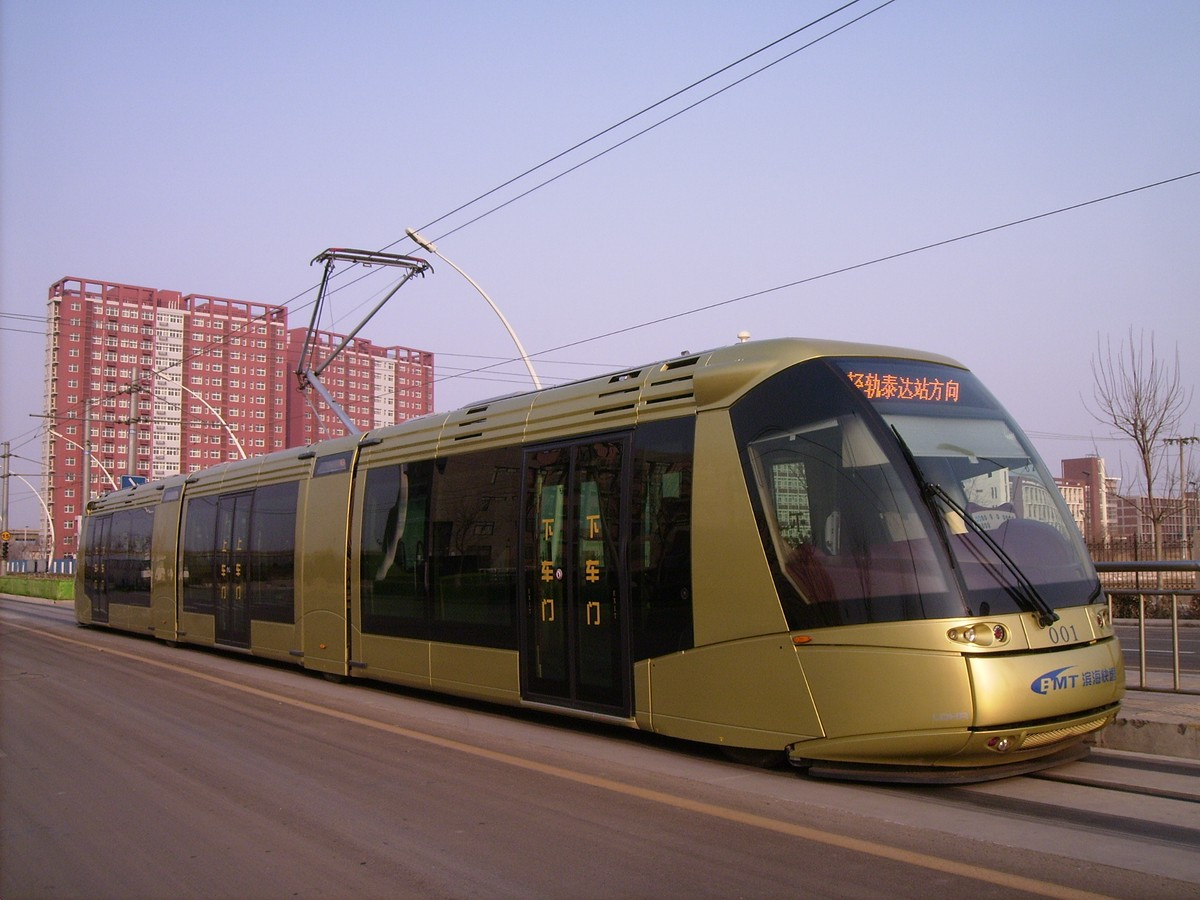
ÖPNV – Translohr, 2009

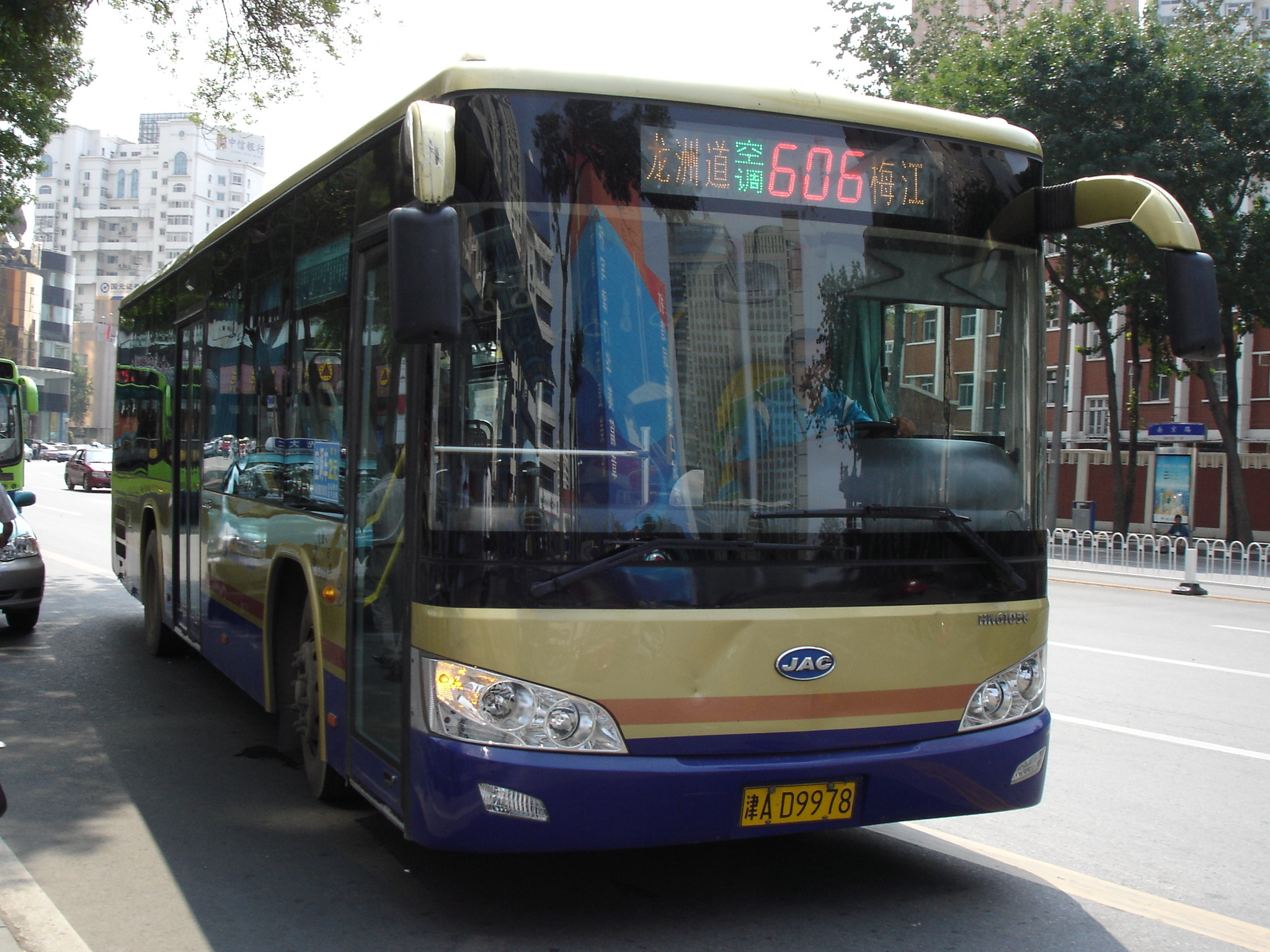
ÖPNV – Linienbus 606, 2008

Tianjin ist ein wichtiger Verkehrsknotenpunkt, wo sich Eisenbahnstrecken und Autobahnen kreuzen. Mit der Chinesischen Staatseisenbahn Tientsin–Pukow wurde die Stadt schon sehr früh mit Peking und Shanghai verbunden. Insgesamt verfügt das Territorium über fast 9000 Kilometer Straße, davon 300 Kilometer Autobahn, 530 Kilometer Eisenbahn und 440 Kilometer schiffbare Wasserstraßen. Auf der Autobahn beträgt die Fahrzeit von Tianjin nach Peking knapp eine Stunde.
Der Flughafen Tianjin liegt 15 Kilometer östlich der Stadt und wird regelmäßig von Shuttle-Bussen angefahren, die vor den Büros von Air China enden, oder nach Peking fahren. Mit dem Taxi kann man vom Flughafen ins Zentrum von Tianjin oder nach Peking fahren.
Der Bahnhof Tianjin ist günstig gelegen, gleich nördlich des Hai He, das Stadtzentrum liegt einige Kilometer weiter südlich. Die beiden anderen Stadtbahnhöfe sind der Nordbahnhof, an dem man mit Zügen aus dem Nordosten des Landes ankommt, und der Westbahnhof an der Schnellfahrstrecke Peking–Tianjin sowie zu südlichen Reisezielen.
Der Hafenbetrieb von Tianjin hat sich in die 50 Kilometer entfernt gelegene Stadt Tanggu verlagert. Von dort legen Fähren nach Kōbe in Japan und Incheon in Südkorea ab. Inlandsfähren verkehren nach Dalian und Yantai. Vom Hauptbahnhof in Tianjin verkehren regelmäßig Minibusse nach Tanggu, staatliche Busse fahren vom Südbahnhof ab. Vom Hauptbahnhof ist Tanggu auch täglich mit dem Zug erreichbar, der knapp eine Stunde unterwegs ist.
Der erste Streckenabschnitt der U-Bahn Tianjin wurde 1976 eröffnet. 2013 war ein Netz von 139,1 Kilometern Länge mit fünf Linien und 95 Stationen in Betrieb. Ein großer Teil des ÖPNVs wird von dieselbetriebenen Omnibussen bewältigt. Das Busnetz der Stadt ist unübersichtlich und völlig überlastet. Zwischen dem 16. Februar 1906 und 1972 gab es Straßenbahnen. O-Busse verkehrten zwischen dem 1. Juli 1951 und April 1997. Am 6. Dezember 2006 nahm in Tianjin die Translohr-Linie 1, eine sogenannte Tramway sur pneumatiques („Straßenbahn auf Gummirädern“) des Unternehmens Lohr Industrie den Betrieb auf. Die Strecke führt in Nord-Süd-Richtung durch den Westen der Sonderwirtschaftszone TEDA. Sie hat eine Länge von 7,86 Kilometern mit 14 Haltestellen.

### Bildung

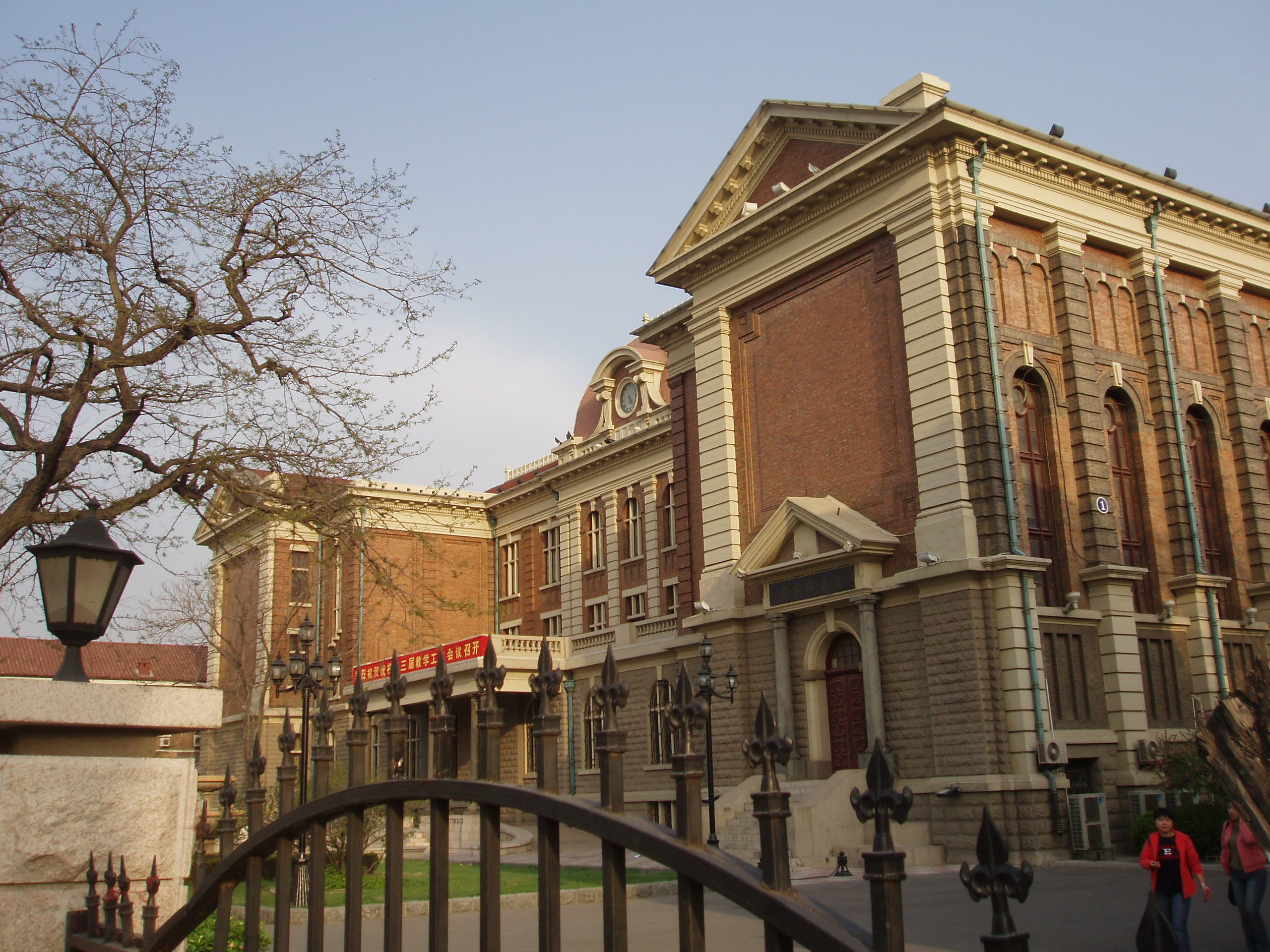
Fremdsprachenuniversität von Tianjin, 2005

Tianjin besitzt zahlreiche Universitäten, Hoch- und Fachschulen, Forschungsinstitute sowie Bibliotheken. Zu den bedeutendsten Bildungseinrichtungen der Stadt gehören die Tianjin-Universität (天津大学,  Tiānjīn Dàxué) – 1895 gegründete, die Nankai-Universität (南开大学,  Nánkāi Dàxué) – gegründet 1919 – und die Tianjin University of Technology (天津理工大学,  Tiānjīn Lǐgōng Dàxué) – gegründet 1960.
Weitere Universitäten in Tianjin sind die Civil Aviation University of China (中国民用航空学院,  Zhōngguó Rényòng Hángkōng Xuéyuàn), die Fremdsprachenuniversität Tianjin (天津外国语大学,  Tiānjīn Wàiguóyǔ Dàxué), die Medizinische Universität Tianjin (天津医科大学,  Tiānjīn Yīkē Dàxué), die Pädagogische Universität Tianjin (天津师范大学,  Tiānjīn Shīfàn Dàxué), die Tianjin Polytechnic University (天津工业大学,  Tiānjīn Gōngyè Dàxué), die Tianjin University of Commerce China (天津商学院,  Tiānjīn Shāngxuéyuàn), die Tianjin University of Finance & Economics (天津财经大学,  Tiānjīn Cáijīng Dàxué), die Tianjin University of Science & Technology (天津科技大学,  Tiānjīn Kējì Dàxué), die Tianjin University of Technology and Education (天津职业技术师范学院,  Tiānjīn Zhīyè Jìshu Shīfàn Xuéyuàn) und die Tianjin University of Traditional Chinese Medicine (天津中医学院,  Tiānjīn Zhōngyī Xuéyuàn).
Weitere bedeutende Bildungseinrichtungen der Stadt sind die Tianjin Academy of Fine Arts (天津美术学院,  Tiānjīn Mĕishù Xuéyuàn), das Tianjin Agricultural College (天津农学院,  Tiānjīn Nóngxuéyuàn), das Tianjin Conservatory of Music (天津音乐学院,  Tiānjīn Yīnyuè Xuéyuàn), das Tianjin Institute of Physical Education (天津体育学院,  Tiānjīn Tĭyù Xuéyuàn) und das Tianjin Urban Construction Institute (天津城市建设学院,  Tiānjīn Chéngshì Jiànshè Xuéyuàn).

## Sport
1995 richtete die Stadt Tianjin die 43. Tischtennis-Weltmeisterschaft aus. Hierbei nahmen im Tianjin-Gymnasium Spieler aus 104 Nationen teil.
2007 war Tianjin einer der Austragungsorte der Fußball-Weltmeisterschaft der Frauen. Neben zwei Vorrundenspielen fanden zwei Viertelfinalspiele und ein Halbfinalspiel im Tianjin Olympic Centre Stadium statt.

## Söhne und Töchter der Stadt
- Huo Yuanjia (1868–1910), Kampfkünstler
- Gerald Lankester Harding (1901–1979), britischer Archäologe
- Eric Liddell (1902–1945), schottischer Sportler (Olympiasieger 1924) und Missionar
- Fritz Wölcken (1903–1992), deutscher Professor für Anglistik
- Kurt Wölcken (1904–1992), deutscher Geophysiker, Meteorologe und Polarforscher
- Sari Maritza (1910–1987), britische Filmschauspielerin
- Gerhard Frickhöffer (1913–1980), deutscher Film- und Fernsehschauspieler
- John Hersey (1914–1993), US-amerikanischer Schriftsteller und Journalist
- John H. Cushman (1921–2017), Generalleutnant der United States Army
- André Lévy (1925–2017), französischer Sinologe
- Hans Werner Lautenschlager (1927–2019), deutscher Diplomat
- Claude Winter (1931–2011), französische Theater- und Filmschauspielerin
- Adeline Yen Mah (* 1937), chinesisch-US-amerikanische Romanautorin
- Lubert Stryer (1938–2024), US-amerikanischer Biochemiker
- Wen Jiabao (* 1942), Ministerpräsident der VR China (2003–2013)
- Alex Bryner (* 1943), US-amerikanischer Richter
- Ernst Wolff (* 1950), deutscher Autor
- Wang Xiaohui (* 1957), Fotografin, Architektin, Künstlerin und Professorin
- Liu Hui (* 1959), Politikerin
- Qin Gang (* 1966), Diplomat der Volksrepublik China
- Qianhong Gotsch (* 1968), chinesisch-deutsche Tischtennisspielerin
- Shi Guihong (* 1968), Fußballspielerin
- Lei Liang (* 1972), chinesisch-amerikanischer Komponist, Pianist, Musikwissenschaftler und Musikpädagoge
- Gao Jing (* 1975), Sportschützin
- Zhang Na (* 1980), Volleyballspielerin und Olympiasiegerin
- Zhang Pengxiang (* 1980), Schachgroßmeister
- Qu Bo (* 1981), Fußballspieler
- Li Juan (* 1981), Volleyballspielerin
- Wang Yu (* 1981), Tennisspieler
- Chun Wang (* 1982), maltesischer Krypto-Milliardär, Investor und Unternehmer
- Liu Song (* 1983), Snookerspieler
- Sun Peng (* 1983), Tennisspieler
- Lei Sheng (* 1984), Florettfechter und Olympiasieger
- Ji Wei (* 1984), Hürdenläufer
- Sang Xue (* 1984), Wasserspringerin, Olympiasiegerin und Weltmeisterin
- Xuan Liu (* 1985), Pokerspielerin
- Li Zhe (* 1986), Tennisspieler
- Chang Yu (* 1988), Tennisspieler
- Wei Qiuyue (* 1988), Volleyballspielerin und Olympiasiegerin
- Xu Yifan (* 1988), Tennisspielerin
- Joe Wang Miller (* 1989), Fußballspieler der Nördlichen Marianen
- Zhang Shuai (* 1989), Tennisspielerin
- Chen Fei (* 1990), Judoka
- Wang Hao (* 1992), Wasserspringerin
- Wang Qiang (* 1992), Tennisspielerin
- Gao Xin (* 1994), Tennisspieler
- Yan Wengang (* 1997), Skeletonfahrer
- Zhao Lingxi (* 2000), Tennisspieler
- Feng Yanzhe (* 2001), Badmintonspieler

## Sonstiges
Die Stadt ist Namensgeber für den Asteroiden (2209) Tianjin.